# Piet Mondrian

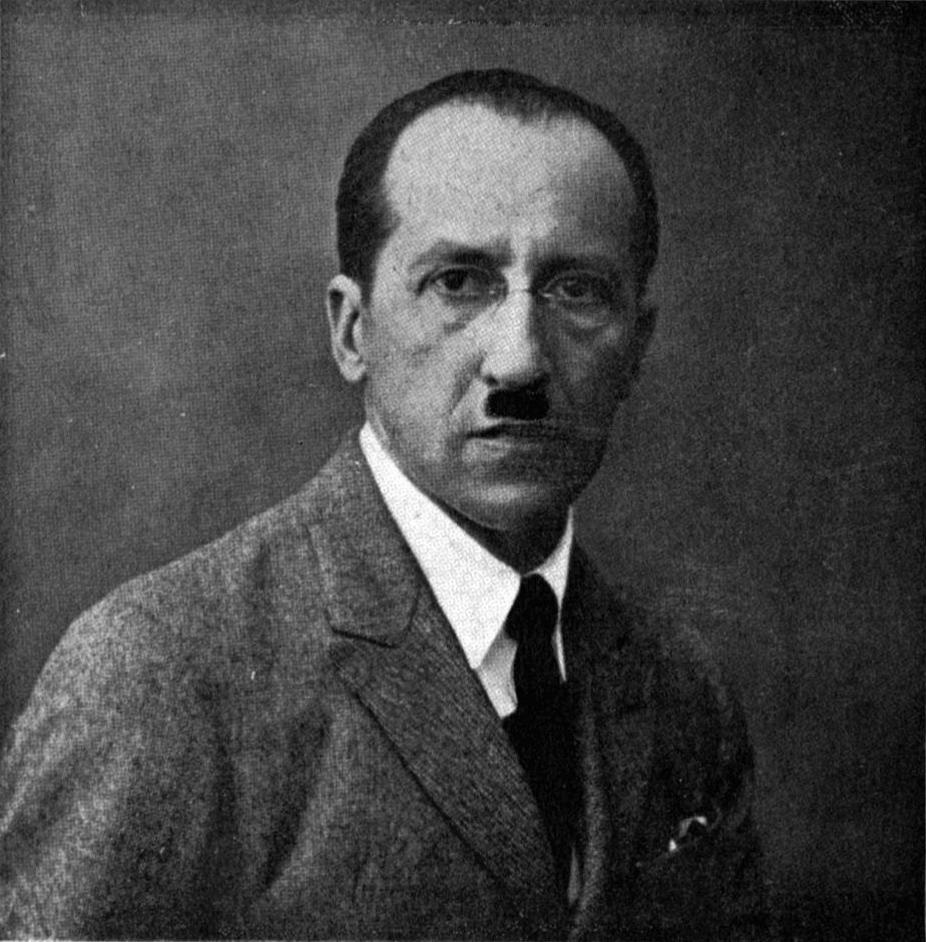
Piet Mondrian. Foto aus De Stijl, Vol. V, Nr. 12 (Dezember 1922)

Piet Mondrian (eigentlich Pieter Cornelis Mondriaan; * 7. März 1872 in Amersfoort, Niederlande; † 1. Februar 1944 in New York City, New York) war ein niederländischer Maler der klassischen Moderne. Der Künstler, der die Stilrichtung des Neoplastizismus schuf, gilt als wichtigster Vertreter des niederländischen Konstruktivismus sowie der von Theo van Doesburg so bezeichneten Konkreten Kunst. Er gehörte mit seinem späteren Werk zu den Begründern der abstrakten Malerei.
Mondrian begann um 1900 im impressionistischen Stil der Haager Schule zu malen. Ab etwa 1908 arbeitete er unter dem Einfluss von Vincent van Gogh und des Fauvismus. Nach seiner Übersiedlung 1911 nach Paris wandte er sich unter dem Einfluss von Georges Braque und Pablo Picasso dem Kubismus zu. Ab den 1920er Jahren schuf Mondrian die bekannten streng geometrischen Gemälde, die dem Neoplastizismus zugerechnet werden. Ihre charakteristische Struktur aus einem schwarzen Raster, verbunden mit rechteckigen Flächen in den Grundfarben, führt bis in die Gegenwart zur Aufnahme in Kunst, Architektur, Mode, Werbung und Populärkultur. Als Kunsttheoretiker und Mitbegründer der Künstlervereinigung De Stijl schrieb Mondrian unter anderem die Schrift Le Néo-Plasticisme, die 1925 in deutscher Übersetzung als Bauhausbuch Nr. 5 unter dem Titel Neue Gestaltung. Neo-Plastizismus, Nieuwe Beelding veröffentlicht wurde. Die im Exil in New York ab 1940 neu entstandenen Werke lockerte er mosaikartig in die Primärfarben auf und überwand auf diese Weise die früheren strengen Kompositionen zugunsten der neuen musikalischen Rhythmisierung des Motivs.

## Leben

### Ausbildung und Arbeit in den Niederlanden (1872–1911)

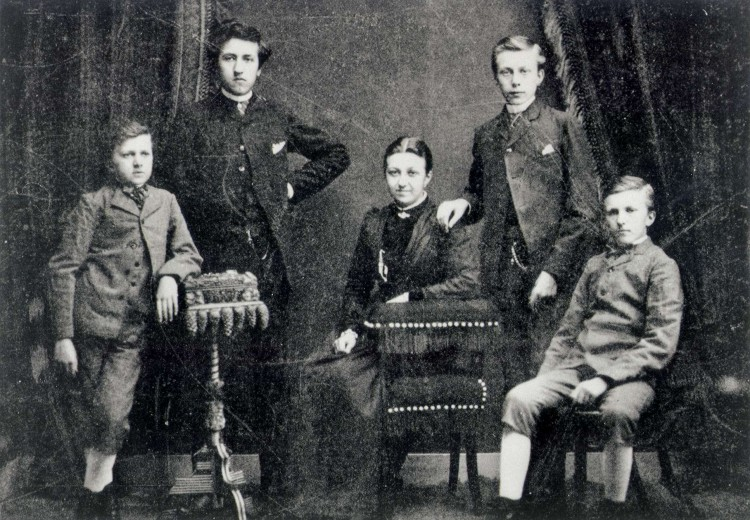
Von links nach rechts: Carel, Piet, Christina, Willem und Louis Mondriaan, 1890

Piet Mondrian wurde am 7. März 1872 als zweites von fünf Kindern in Amersfoort an der Kortegracht 11 als Sohn von Pieter Cornelis Mondriaan (1839–1915) und dessen Frau Johanna Christina Mondriaan (geb. Kok, 1839–1909) geboren. 1880 übersiedelte die Familie nach Winterswijk, nahe der deutschen Grenze. Seine Geschwister waren Johanna Christina, Willem-Frederik, Louis Cornelis und Carel. Die Mutter war häufig krank, und die einzige Tochter, Christina (* 1870), musste bereits als kaum Achtjährige den Haushalt „führen“, während der Vater, der die Lehrerlaufbahn einschlug, lieber freiwillig Überstunden machte und als strenger Calvinist im Auftrag seiner Kirche häufig auf Reisen ging. Mondrian, der auf die Nähe des Vaters hatte verzichten müssen, verlor nach dem Ende seiner Kindheit das Grundvertrauen in seine Mitmenschen, sodass er nie eine dauerhafte Partnerschaft einging.
Bei seinem Onkel Frits Mondriaan, der ein geschätzter Landschafts- und Interieurmaler war, und seinem Vater nahm er ab 1886 Zeichenunterricht. Mondrian sollte nach dem Willen des Vaters Lehrer werden und strebte die Laufbahn eines Zeichenlehrers an. Hierfür erwarb er 1889 die Lehrbefähigung für Volksschulen und 1892 die Lehrbefähigung als Zeichenlehrer für höhere Schulen. Da Mondrian sich jedoch nicht zum Lehrer berufen fühlte, entschied er sich, noch im November 1892 an der Rijksakademie van beeldende kunsten in Amsterdam sein Studium der Kunst zu beginnen, das er bis 1894, mit anschließenden Abendkursen bis 1897, fortführte. Im selben Jahr trat er der Gereformeerde Kerk, einer strenggläubigen calvinistischen Glaubensgemeinschaft, bei.

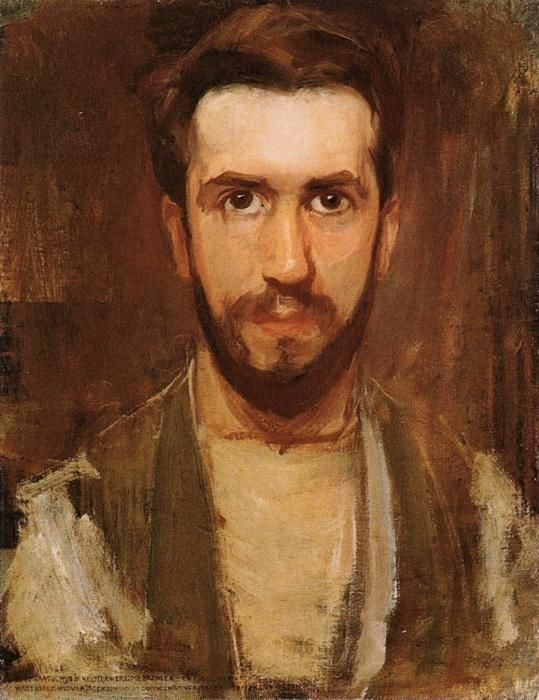
Selbstporträt, um 1900, Phillips Collection, Washington, D.C.

Während des Winters 1899/1900 erlangte für Mondrian die Frage der Theosophie an Bedeutung, und er las Bücher, die in unmittelbarem Zusammenhang mit dieser standen. Insbesondere begeisterte er sich für das Werk Les Grands Initiés (Die großen Eingeweihten) von Édouard Schuré, dessen erste Auflage 1889 erschienen war. In den Jahren 1898 und 1901 bewarb er sich um den niederländischen „Prix de Rome“, den angesehensten Kunstpreis der Niederlande. Die Jury lehnte ihn beide Male ab.

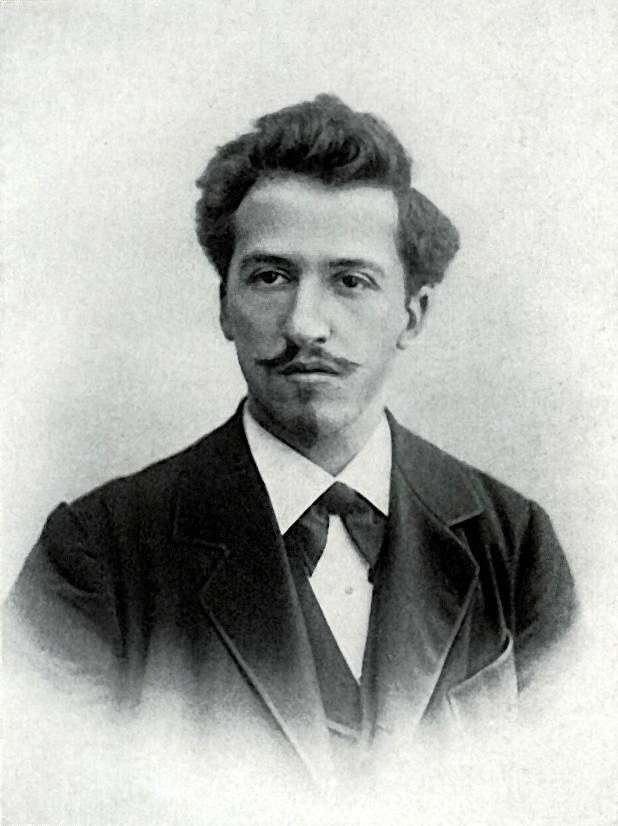
Mondrian, 1899

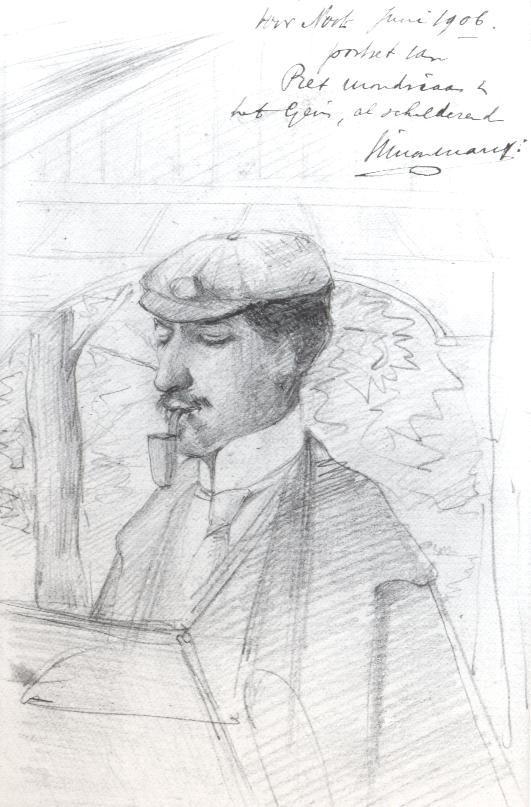
Simon Maris: Mondrian malt am Fluss Gein, 1906, Kunstmuseum Den Haag

Nachdem Piet Mondrian zwei Stillleben verkauft und einen Porträtauftrag ausgeführt hatte, reiste er 1901 mit seinem Freund, dem Maler Simon Maris, nach Spanien. Da er sich dort nicht behaglich fühlte, kehrte er schnell in seine Heimat zurück. Er konnte in Spanien nichts malen – zu verschieden war das Licht im Vergleich zu seiner Heimat. 1904 lebte er zurückgezogen in Uden, wo er sich vermehrt mit der Theosophie auseinandersetzte, ein Prozess, der bis an sein Lebensende dauern sollte.
Im Jahr 1905 bezog Mondrian sein erstes Atelier in Amsterdam, wo er bis 1908 hauptsächlich naturalistische Arbeiten sowie wissenschaftliche Zeichnungen für die Universität Leiden anfertigte. 1908 bezog er eine Wohnung in Domburg auf Walcheren in Zeeland, wo er bis 1910 die Sommermonate verbrachte. Er wurde, neben Jan Toorop und Jan Sluijters, in den Vorstand des von dem niederländischen Maler und Kunstkritiker Conrad Kickert 1910 gegründeten Moderne Kunstkring berufen, der bis 1916 bestand.
1909 trat Mondrian der Theosophischen Gesellschaft in Amsterdam bei. Der Tod seiner Mutter im selben Jahr verstörte ihn, und seine Farbpalette wechselte von hellen, fröhlichen zu düster leuchtenden Farben. Im Juni 1911 fuhr er für zehn Tage nach Paris, vermutlich, um die folgende Ausstellung des Modernen Kunstkrings vorzubereiten. Eine im Herbst erfolgte Verlobung mit Greet Heybroek löste er wieder auf.
Vom 6. Oktober bis zum 5. November 1911 fand die erste Ausstellung des Modernen Kunstkrings im Stedelijk Museum in Amsterdam mit insgesamt 166 Exponaten statt, darunter befanden sich 93 Werke ausländischer Künstler. Sie stellte eine Ehrung Paul Cézannes dar und zeigte von ihm 28 Werke, ferner Arbeiten von Georges Braque, Pablo Picasso, André Derain, Raoul Dufy und anderen modernen Künstlern. Mondrian zeigte sechs Werke, darunter Evolution und Die rote Mühle.

### Erster Aufenthalt in Paris (1911–1914)

Piet Mondrian, 1911

Durch die Ausstellung kam Mondrian mit dem Kubismus in Berührung und schloss sich diesem neuen Kunststil an. Er verließ seine Heimat und zog, im Alter von fast 40 Jahren, Ende Dezember 1911 nach Paris. Dort stellte ihm Conrad Kickert, der als Korrespondent bei der niederländischen Wochenzeitschrift De Groene Amsterdammer tätig war, sein unmittelbar am Bahnhof Montparnasse in der ersten Etage gelegenes Atelier auf der Rue du Départ 26 zur Verfügung. Hier, auf der Rue du Départ, lebte und arbeitete Piet Mondrian – mit Unterbrechungen durch den Ersten Weltkrieg – bis zum Januar 1936. Einer seiner Ateliernachbarn war der mexikanische Maler Diego Rivera.
Mondrian, der von nun an außerhalb der Niederlande seinen Namen nur noch mit einem A schrieb, verkehrte in Künstlerkreisen, die sich in den Cafés La Coupole und Café du Dôme trafen, und war Teilnehmer an Soiréen, die beispielsweise von Kickert 1912 und 1913 ausgerichtet wurden. Dort traf er Künstler wie Fernand Léger, mit dem ihn eine lang andauernde Freundschaft verband. Georges Braque und Pablo Picasso, seine malerischen Vorbilder, suchte er jedoch nicht auf. Wie deren kubistische Bilder waren Mondrians erste Pariser Gemälde in Grau, Braun und Schwarz gehalten. Ein Beispiel ist Der graue Baum. 1912 war er mit Werken an der Sonderbund-Ausstellung in Köln und 1913 am Ersten Deutschen Herbstsalon in Berlin und am Salon des Indépendants, Paris, beteiligt.

### Rückkehr in die Niederlande (1914–1919)

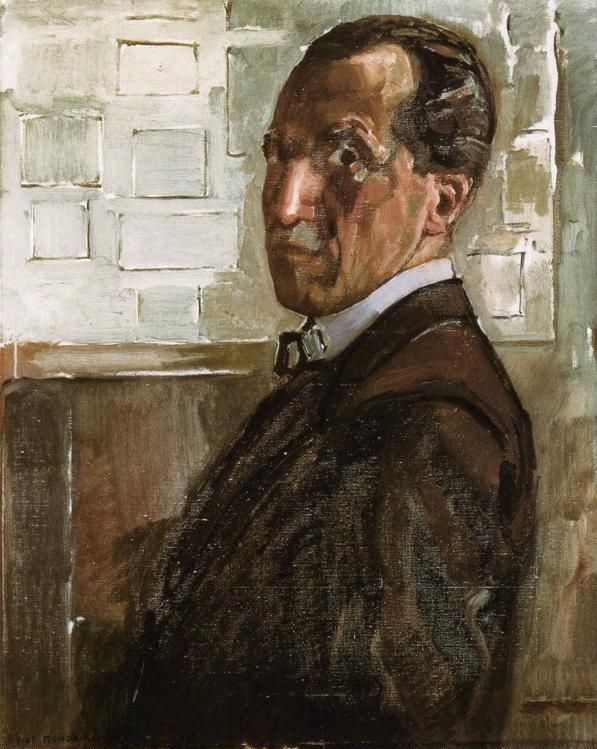
Selbstporträt 1918, Kunstmuseum Den Haag

Im Juli 1914 hielt Mondrian sich in den Niederlanden auf, vermutlich, um seinen erkrankten Vater zu besuchen. Eine Rückkehr nach Paris war aufgrund des hereinbrechenden Ersten Weltkriegs nicht mehr möglich, obgleich die Niederlande dem Krieg neutral gegenüberstanden, und so suchte und fand er Anschluss an die wohlhabenden Kreise Amsterdams. Der Kunsthistoriker H. P. Bremmer, der die Industriellenfamilie Kröller-Müller bei ihrer Künstlerförderung beriet, setzte ihm ein Jahresgehalt aus, das er nur bis 1919 erhielt. Seine radikal gewordene Abstraktion gefiel den Sammlern nicht mehr.
1916 zog Mondrian nach Laren, wo er sich der Künstlergruppe Larener Schule anschloss. In diesem Jahr machte Mondrian Bekanntschaft mit dem Mathematiker und Theosophen M. H. J. Schoenmaekers (1875–1944), der den Begriff des Stils als „das Allgemeine trotz des Besonderen“ definierte und dessen „vulgärphilosophische“ Werke Het Geloof van den nieuwen mensch (Der Glaube an den neuen Menschen) und Het nieuwe wereldbeeld (Das neue Weltbild) Mondrian während seiner Theosophiestudien las. Mondrian entlehnte einen großen Teil von Schoenmaekers’ äußerst klarer Terminologie für seine in der Zeitschrift De Stijl veröffentlichten Aufsätze und verdankte ihm den Hauptterminus „nieuwe beelding“, der im Deutschen nur unzureichend mit „neue Plastik“ oder „Neo-Plastizismus“, anstatt mit „neue Gestaltung“, wiedergegeben wird.

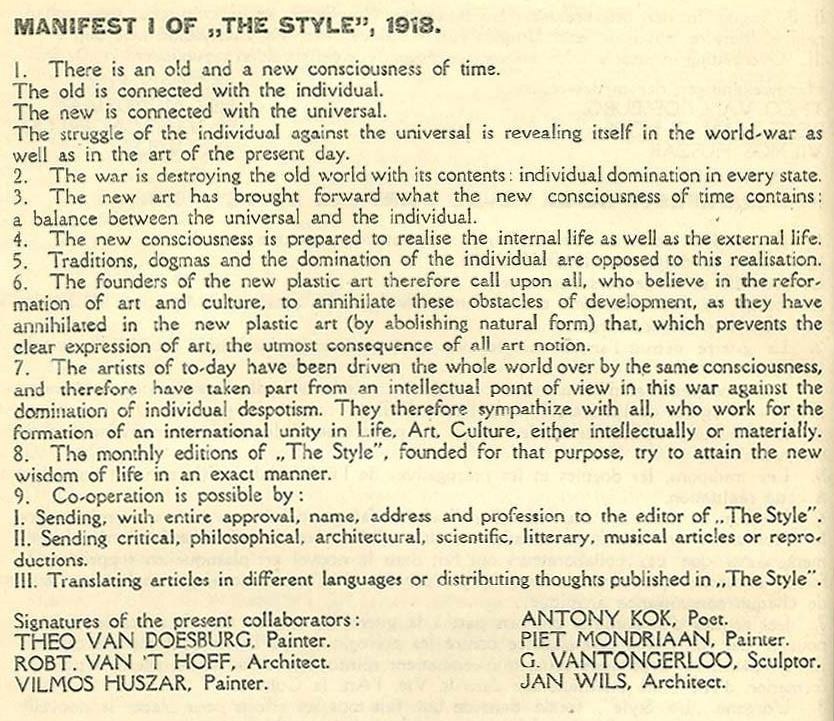
Manifest I von De Stijl, 1918, englische Fassung

Mondrian war im Jahr 1917 Gründungsmitglied der Gruppe De Stijl mit Sitz in Leiden; zu ihnen gehörten beispielsweise die Maler Bart van der Leck und Theo van Doesburg sowie der Architekt J. J. P. Oud. In der gleichnamigen Zeitschrift begann er einen größeren Aufsatz über „Die neue Plastik in der Malerei“ zu verfassen. In den kommenden drei Jahrgängen der Zeitschrift trat er sowohl durch den Umfang seiner Texte, als auch durch seinen Einsatz als wichtigster Mitarbeiter in Erscheinung. Mondrian war es durch seinen Aufsatz ab 1917 als erstem gelungen, an einer Entwicklung einer neuen plastischen Ausdrucksweise zu arbeiten und dies „durch eine Weiterführung des Kubismus zur Verwirklichung“ einer „neuen Plastik in der Malerei.“

### Zweiter Aufenthalt in Paris (1919–1938)
Nach Ende des Ersten Weltkriegs kehrte Mondrian im Februar 1919 nach Paris zurück. Sein Atelier fand er unverändert vor, die zurückgelassenen Bilder befanden sich noch an ihrem Platz. Doch die Kunstszene hatte sich verändert. Unter anderem war Picasso zu einer gegenständlicheren Malerei zurückgekehrt. Mondrian war mit seiner abstrakten Malerei zum modernsten Maler in seinem Umfeld geworden. Auf den Triumph folgte Niedergeschlagenheit aufgrund der mangelnden Anerkennung seiner Kunst und der fehlenden finanziellen Unterstützung H. P. Bremmers. Mondrian fasste den Plan, Paris zu verlassen und als Arbeiter im Weinanbau in Südfrankreich zu arbeiten. Doch er fand neue Unterstützung bei niederländischen Künstlerfreunden wie Salomon B. Slijper und malte Blumenbilder in großer Zahl, die seinen Lebensunterhalt sicherten. In seinem Atelier stellte er ein kleines Objekt auf, eine künstliche Blume, deren Blätter er weiß angestrichen hatte. Sie stellte nach eigener Aussage die fehlende Frau in seinem Leben dar, das er ganz der Kunst widmen wollte. Niederländer protestantischen Glaubens pflegten an ihren Hauseingängen Blumenbilder mit biblischen Sinnsprüchen anzubringen, was ihn möglicherweise inspirierte; die Symbolik der Blume stimmte jedoch nicht mit seiner abstrakten Kunst überein.

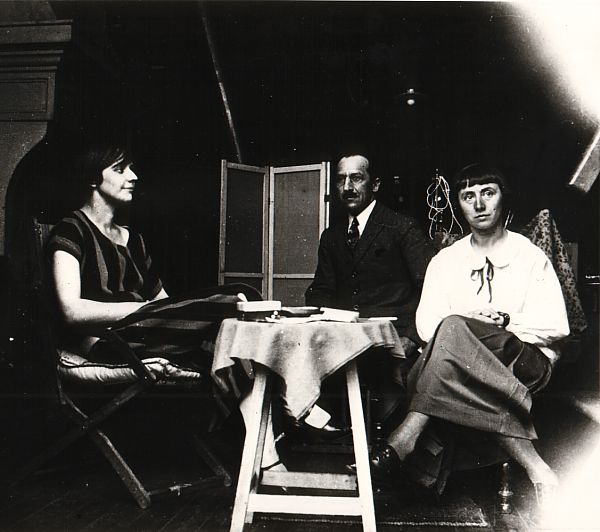
Nelly van Doesburg, Piet Mondrian und Hannah Höch im Studio von Theo van Doesburg, April 1924

Im Verlag L’Effort Moderne von Léonce Rosenberg erschien 1920 Mondrians Schrift Le Néo-Plasticisme. Ein Exemplar übersandte er 1921 mit einem Brief an Rudolf Steiner, den Begründer der Anthroposophie, doch er bekam zu seiner Enttäuschung keine Rückmeldung. 1925 erschien sie als Übersetzung in den von Walter Gropius herausgegebenen Bauhausbüchern als Nummer 5 unter dem Titel Neue Gestaltung, Neoplastizismus, Nieuwe Beelding. Mondrian trat 1925 aus der De-Stijl-Bewegung aus. Der Grund war nicht der Streit mit van Doesburg über den Einsatz von Diagonalen in Kunstwerken, wie es gelegentlich beschrieben wird, vielmehr war der Anlass ihre unterschiedlichen Auffassungen über den Raum und deren Formen in der Architektur.
1926 empfing Mondrian Katherine Sophie Dreier, die dem Künstler ein größeres rhombisches Bild abkaufte, das noch im selben Jahr auf der internationalen Ausstellung der Société Anonyme in Brooklyn gezeigt wurde. In den folgenden Jahren kam sie des Öfteren nach Paris, um weitere Bilder Mondrians vom Künstler zu erwerben. Ebenfalls im Jahr 1926 entwarf Mondrian Pläne für das abstrakte Design der Bibliothek von Ida Bienert, einer Kunstsammlerin, in Dresden-Plauen und die neoplastische Bühnendekoration für das Theaterstück L’Ephémère est éternel von Michel Seuphor. Mondrian hatte Seuphor – seinen späteren Biografen – Mitte Mai 1923 kennengelernt.
1927 veröffentlichte Mondrian einen Artikel über neue Architektur, die in der von dem Anarchisten Arthur Lehning herausgegebenen Avantgarde-Zeitschrift i10 erschien. Im April 1930 stellte er in der ersten und einzigen Ausstellung der von Seuphor 1929 gegründeten Künstlervereinigung Cercle et Carré aus, die insgesamt aus 80 Mitgliedern bestand. 1931 wurde Mondrian Mitglied der anschließend gegründeten Gruppe Abstraction-Création, die bis zum Jahr 1937 bestand.
In seinem Pariser Atelier empfing Piet Mondrian Ende des Jahres 1934 zwei Künstler, die an seinem Werk interessiert waren. Zunächst suchte ihn der britische Maler Ben Nicholson auf, anschließend der 22-jährige US-Amerikaner Harry Holtzman aus New York. Sie wurden enge Freunde, und Mondrian setzte Holtzman später als seinen Alleinerben ein. Im März 1936 bezog der Künstler ein neues Atelier auf dem Boulevard Raspail Nr. 278, da das Gebäude in der Rue du Départ abgerissen wurde – dort steht heute der Tour Montparnasse. Nachdem sein Werk bereits in Gruppenausstellungen in London und Oxford gezeigt worden war, konnte das US-Publikum erstmals eine größere Auswahl von Mondrians Arbeiten in der Ausstellung Cubism and Abstract Art des Jahres 1936 betrachten, das vom Museum of Modern Art ausgerichtet worden war. In der Münchner Ausstellung Entartete Kunst 1937 gehörte er zu den wenigen Ausländern, deren Werk als „entartet“ diffamiert wurde; gezeigt wurde eine Komposition aus dem Landesmuseum Hannover.

### Letzte Jahre in London und New York (1938–1944)

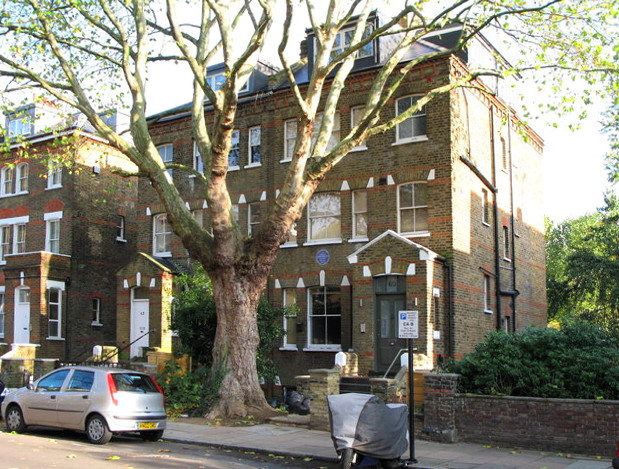
Das Haus in der Park Hill Road Nr. 60, 2008. Die blaue Plakette zu Ehren Mondrians ist links neben dem Eingang sichtbar.

Im Jahr 1938, mit den ersten Anzeichen eines kommenden Krieges, reiste Mondrian auf Einladung von Ben Nicholson am 21. September nach London und bezog eine Wohnung in der Park Hill Road Nr. 60 in Hampstead. Sein Atelier war ein großes Zimmer im Zwischengeschoss des Backsteinhauses, unter dem sich Nicholsons Atelier befand. Ein wenig entfernter – jenseits eines durch den Garten führenden Fußwegs – lag das Atelier von Barbara Hepworth, die wenig später Nicholsons Ehefrau wurde. Kurz vor dem Ausbruch des Zweiten Weltkriegs zog das Ehepaar nach St Ives in Cornwall und bot Mondrian an, sich ihnen anzuschließen, was er ausschlug.
Im Oktober 1940 emigrierte er nach dem deutschen Angriff auf London im September des Jahres mit der Unterstützung von Harry Holtzman in die USA. Er schloss sich in New York den Künstlern der abstrakten Kunst an, die sich in der 1936 gegründeten American Abstract Artists vereint hatten, und publizierte Aufsätze über den Neoplastizismus. Die Kunstkritikerin und Malerin Charmion von Wiegand redigierte seine Schriften. Sie hatte ihn am 12. April 1941 interviewt und schrieb noch am selben Tag in ihr Tagebuch:

“Mondrian is a light, thin man, half-bald with the sharp ascetic features of a catholic priest or scientist.”

„Mondrian ist ein schmächtiger, hagerer Mann, zur Hälfte kahl, mit den scharfen asketischen Zügen eines katholischen Priesters oder Wissenschaftlers.“

Seine erste Einzelausstellung in den Vereinigten Staaten fand im Januar und Februar 1942 in der Valentine Dudensing Gallery in New York statt.
Es folgte im März des Jahres die Gemeinschaftsausstellung Artists in Exile in der Gallery Pierre Matisse. Ein Foto zeigt Mondrian neben 13 weiteren Künstlern wie Marc Chagall, Max Ernst, Fernand Léger, Roberto Matta, Kurt Seligmann und Yves Tanguy sowie dem Schriftsteller André Breton. Pierre Matisse bezeichnete Mondrian in einem Brief an seinen Vater Henri Matisse als den „Heiligen der Abstraktion“.
In einer Ausstellung von Peggy Guggenheims Galerie Art of This Century im Jahr 1943 beeinflusste Mondrian Jackson Pollocks künstlerischen Erfolg. Mondrian war zu dieser Zeit Mitglied der Jury in Guggenheims Frühjahrssalon und es kam zu freundschaftlichen Beziehungen mit den französischen Surrealisten, insbesondere zu André Breton und Max Ernst. Jimmy Ernst, Sohn von Max Ernst und Sekretär in Guggenheims Galerie, beschrieb, dass sich Guggenheim erst negativ über Pollocks eingereichtes Werk Szenographic Figure mit abstrakten und halbabstrakten Formen geäußert habe. Als Mondrian das Bild als das aufregendste Gemälde, das er je gesehen habe, bezeichnete, habe sie ihre Meinung geändert und wurde zur Förderin von Pollocks Werk.
Piet Mondrian war zeitlebens nicht wohlhabend und hatte vor allem zu Beginn seiner Karriere häufig finanzielle Schwierigkeiten. Er lebte und arbeitete in relativ bescheidenen Verhältnissen, sowohl in den Niederlanden als auch später in Paris und New York. Als Mondrian 1911 nach Paris übersiedelte, war seine finanzielle Situation immer noch prekär. Er lebte in kleinen, oft karg eingerichteten Ateliers und musste sehr sparsam leben. Auch in seiner Pariser Zeit hatte er Schwierigkeiten, genügend Käufer für seine Werke zu finden. Erst in den 1940er Jahren, nach seinem Umzug nach New York, verbesserte sich Mondrians finanzielle Situation etwas. In New York erhielt er mehr Anerkennung und konnte seine Werke zu besseren Preisen verkaufen. Dennoch lebte er auch in New York bescheiden und sparsam. „Er war in der Tat arm. Dieser Mann, der einer der einflußreichsten Maler seiner Zeit wurde, hatte bis zu seinem Tode nie mehr als 200 bis 300, als Maximum 600 Dollar für ein Bild bekommen. Und er verkaufte kaum. Ohne die Unterstützung von Harry Holtzmann, der dafür seinen ganzen Nachlaß erbte … wäre es Mondrian mehr als schlecht gegangen.“ (Hans Richter in: Begegnungen von Dada bis heute. S. 37)
Im Januar 1944 erkrankte Piet Mondrian an einer akuten Lungenentzündung. Am 26. Januar brachte ihn Harry Holtzman in das New Yorker Murray Hill Hospital in der 40th Street East; dort verschlechterte sich sein Zustand bis zum 31. Januar zusehends. Am folgenden Tag starb Mondrian im Alter von 71 Jahren. Sein Grab liegt auf dem Cypress Hills Cemetery in Brooklyn. Die Freunde Fritz Glarner und Harry Holtzman machten Serien von Fotografien und drehten einen Film über sein Studio in New York. Ein Jahr später richtete das Museum of Modern Art in New York die erste postume Retrospektive des Künstlers aus.

## Werk

### Frühwerk

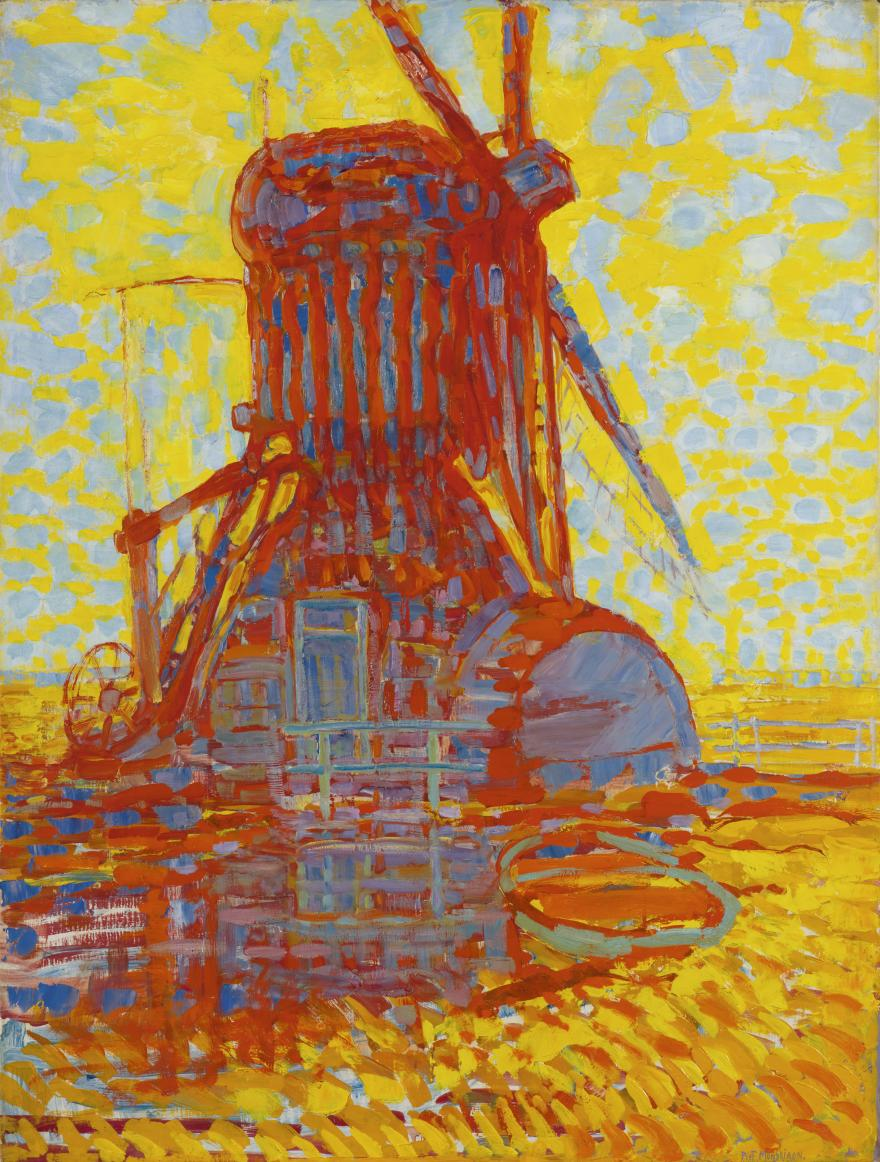
Mühle im Sonnenlicht: Die Winkeler Mühle, 1908, Kunstmuseum Den Haag

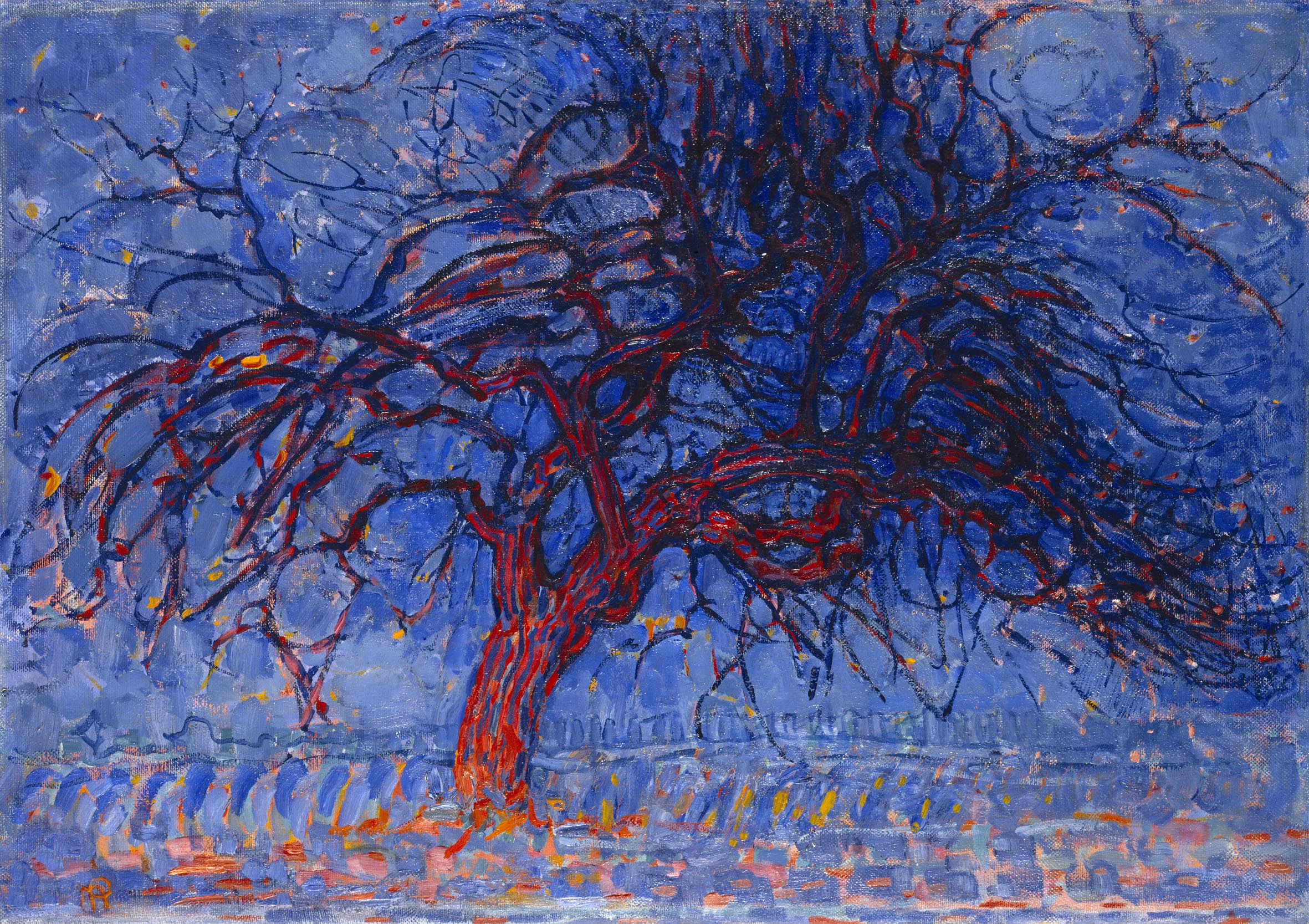
Abend; Der rote Baum, 1908–1910, Kunstmuseum Den Haag

Zu Beginn von Mondrians Schaffen malte er noch impressionistisch beeinflusste Landschaften seiner niederländischen Heimat wie Bäuerliche Szenerie mit St.-Jacobskirche (1899) und folgte so der heimischen Haager Schule. Das Porträt eines Kindes um 1900 erinnert an die religiösen Albumbilder der Zeit, die als Devotionalien gehandelt wurden. Es folgten Bilder mit neoimpressionistischem und symbolistischem Einfluss wie Passionsblume (1901/08), bevor er nach der Übersiedlung nach Paris ab Ende 1911 den Kubismus reflektierte und zunehmend die gegenständliche Malerei hinter sich ließ.

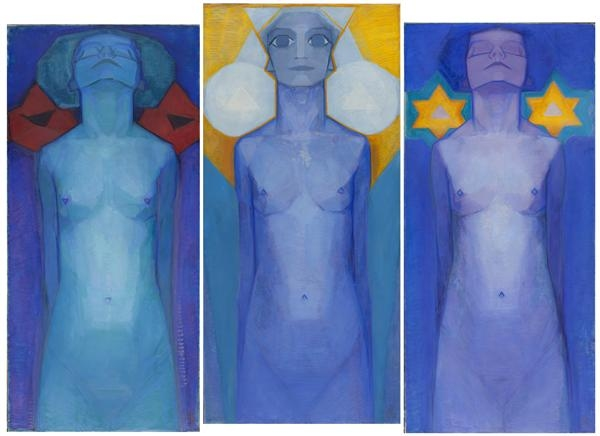
Evolution (Triptychon), 1911, Kunstmuseum Den Haag

Das Gemälde Mühle im Sonnenlicht: Die Winkeler Mühle aus dem Jahr 1908 zeigt beispielsweise Mondrians Auseinandersetzung mit einem traditionellen holländischen Motiv. Das Bild ist vom Fauvismus beeinflusst und orientiert sich an Vincent van Gogh. Die Mühle, im Gegenlicht vor gelbblauem Hintergrund präsentiert, ist mit roten und blauen Strichen gemalt, wobei die roten die blauen Striche zum Teil überdecken. Die Anwendung pointillistischer Maltechnik wird als Mittel eingesetzt, um die Form zu entmaterialisieren, und die Bezugnahme auf den Fauvismus in der Farbgebung dient dazu, die Wirklichkeit noch mehr zu abstrahieren.
Mit der Darstellung dreier unbekleideter abstrahierter Frauen im Triptychon Evolution, sein Hauptwerk des Jahres 1911, die die „drei Stufen der Erkenntnis“ zeigen, werden die religiösen und moralischen Ansichten Mondrians nach seinem Studium der Theosophie (Göttliche Weisheit) zum Ausdruck gebracht. Die Frauengestalten sind männlichen Streitern für Gott im Heiligen Krieg nachgebildet. Das Thema ist die Entstehung des Neuen durch den Verzicht auf sinnliche Erfahrung. Die biologische Evolution soll durch eine rein geistige Entwicklung ersetzt werden. Das Publikum kritisierte es als „kalt und leer.“

### Kubismus

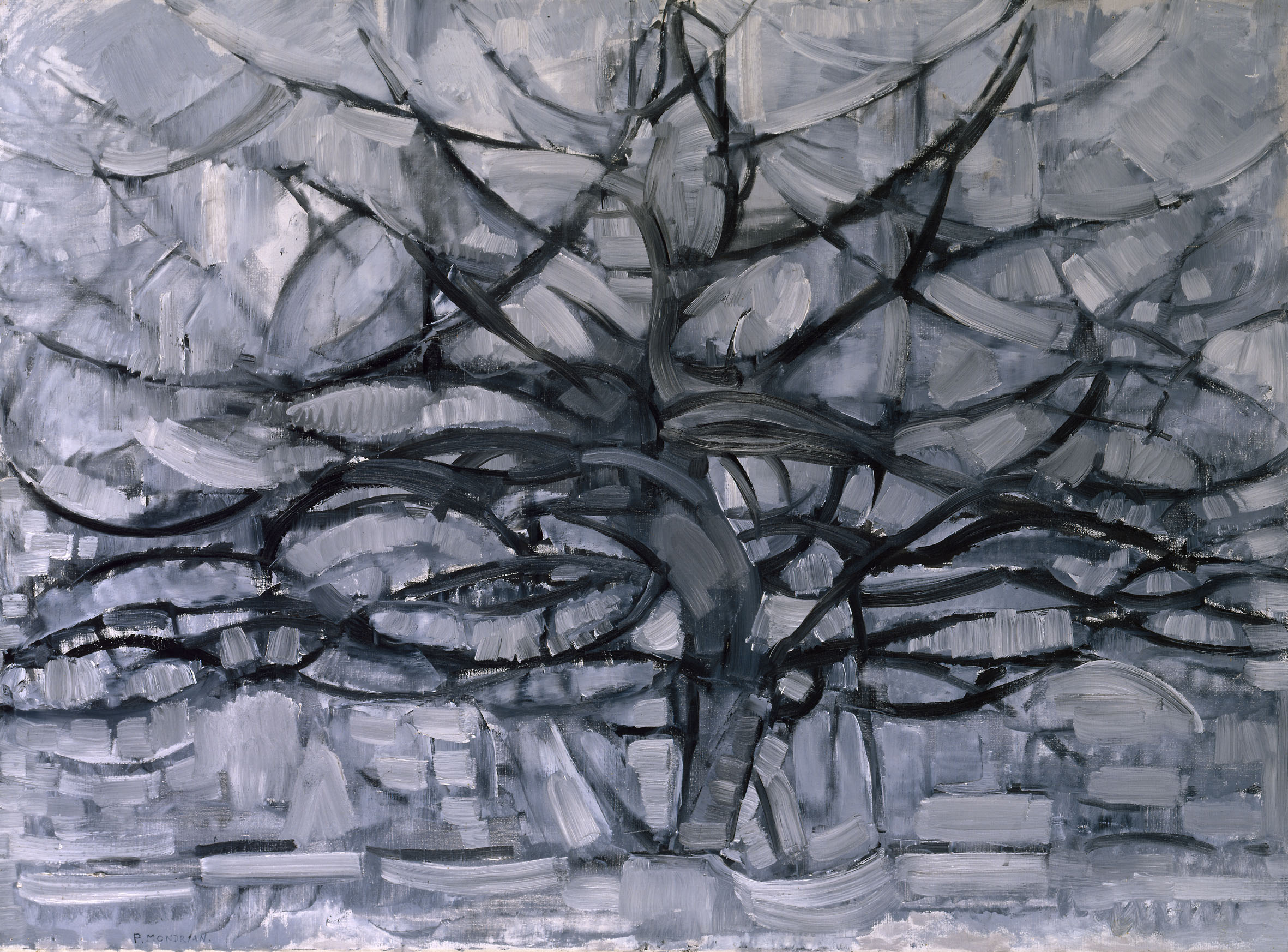
Der graue Baum, 1911, Kunstmuseum Den Haag

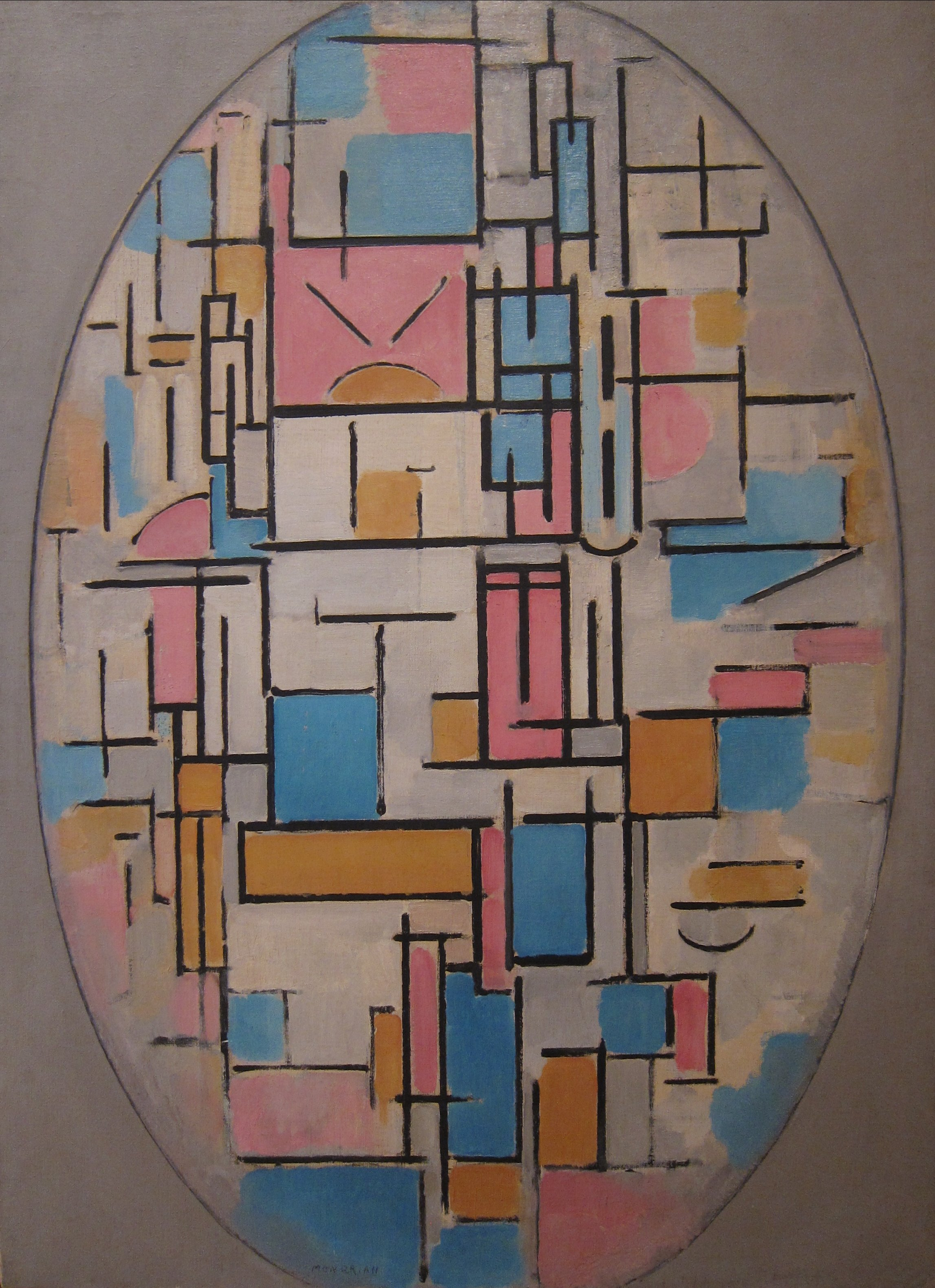
Ovale Komposition mit Farbflächen I, 1914, Museum of Modern Art, New York

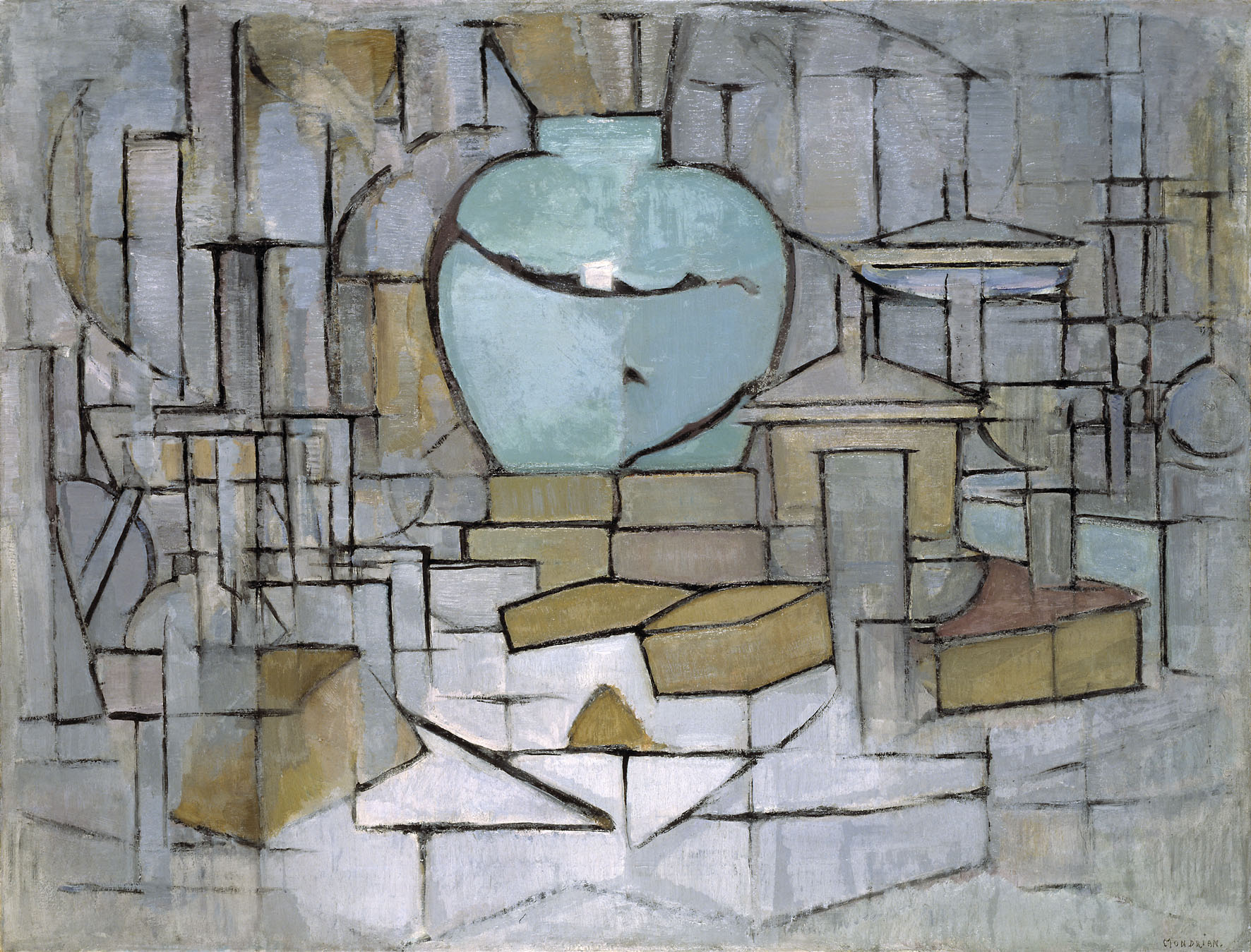
Stillleben mit Ingwertopf II, 1912, Kunstmuseum Den Haag

Während der zwei Jahre und sieben Monate, die Piet Mondrian von Ende Dezember 1911 bis Juli 1914 in Paris verbrachte, schloss er sich dem Kubismus von Georges Braque und Pablo Picasso an und vermied den koloristischen Kubismus Fernand Légers und Robert Delaunays. Es entstanden beispielsweise 1911 und 1912 Der graue Baum, Komposition in Grau-Blau, Akt sowie die zweite Fassung von Stillleben mit Ingwertopf. 1913 beteiligte er sich in Paris am 29. Salon des Indépendants, wo er ein Jahr später wiederum ausstellte.
Mondrian kritisierte am Kubismus jener Zeit, dass die Maler nicht die logische Konsequenz aus ihren eigenen Entdeckungen ziehen wollten und den dreidimensionalen Raum beibehielten. Diese zutiefst naturalistische Auffassung des Kubismus als Abstraktion löste Mondrian auf, indem er den Raum zerstörte, indem er Flächen benutzte und in eine streng rechteckige Form umwandelte. Das Häusergewirr von Paris inspirierte ihn ab 1913, in die kubistischen Bilder Alltagserfahrungen einzubringen. Die Schönheit einer Brandmauer stellte er 1914 in Komposition Nr. VI dar, in dem schwarze kubistische Linien das in hellblau und ockerfarben gemalte Motiv spielerisch auflösen. Ein Jahr später, als er Paris verlassen hatte, fertigte er mehrere Zeichnungen an, in denen er den Rhythmus des Meeres, ein Thema, das ihn seit 1909 begleitete, zu interpretieren versuchte und malte die Komposition 10 in Schwarzweiß, auch Sternen- oder Weihnachtsnacht genannt, das als Motiv ein schwarzes, abstraktes Linienmuster bildet. Im Gegensatz zu Delaunays Fensterbildern, die eine Formen- und Farbenvielfalt aufweisen, wählte Mondrian aus den im kubistischen Stil vorliegenden Möglichkeiten die Gleichförmigkeit und die Leere.

### Neo-Plastizismus

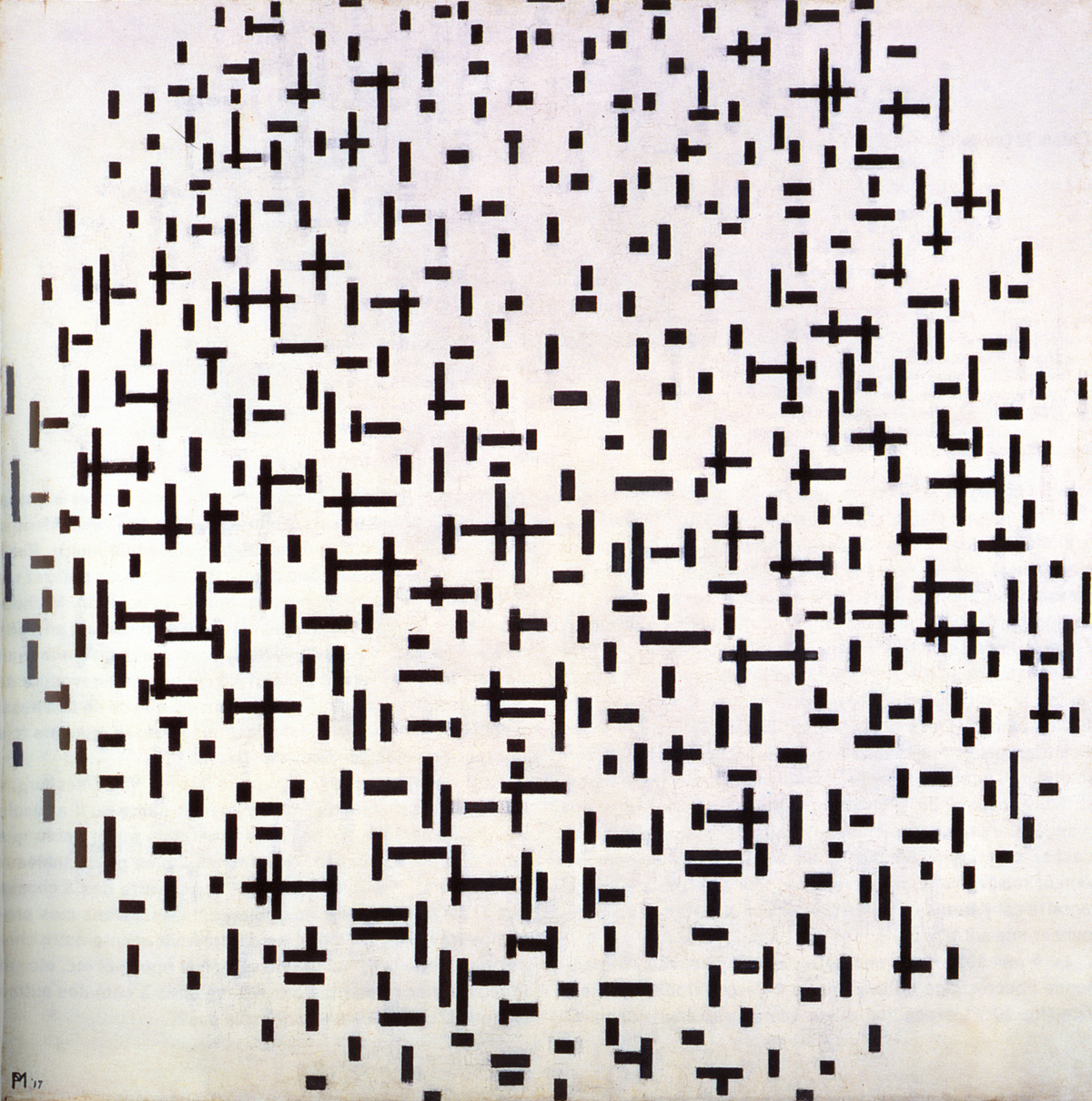
Komposition mit Linien, 1917, Rijksmuseum Kröller-Müller, Otterloo

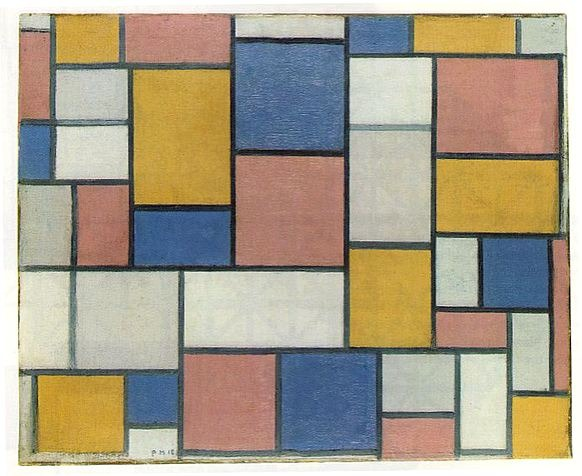
Helle Farbflächen mit grauen Konturen, 1918, Privatbesitz

Während sich die Künstler der 1917 gegründeten De-Stijl-Gruppe alsbald schon anderen Kunstrichtungen zuwandten, blieb Mondrian den Grundgedanken dieser Bewegung verbunden, indem er diese nach und nach zu vertiefen begann. Er fasste sie – nach Aufsätzen in der Zeitschrift De Stijl – erstmals 1920 in der Schrift Le Néo-Plasticisme: principe général de l’équivalence plastique zusammen. In Deutschland erschien die Schrift 1925 unter dem Titel Neue Gestaltung. Neoplastizismus. Nieuwe Beelding. Die in den Jahren 1916 und 1917 entstandenen Gemälde aus kleinen horizontalen wie vertikalen Strichen vollendeten das Meeresthema und das des Motivs der Gerüste, wie in Komposition aus dem Jahr 1916 oder Komposition mit Linien von 1917. 1918 und 1919 entstanden die ersten Kompositionen in rhombischem Format, wie bei Gitterkomposition 3: Rautenkomposition und Gitterkomposition 5: farbige Rautenkomposition, die Aufteilung der Linien wurde asymmetrisch, wobei Bilder wie Helle Farbflächen mit grauen Konturen, Komposition in Grau, Rot, Gelb und Blau sowie Komposition mit Rot, Blau und Grün eine gewisse Zaghaftigkeit in der Verwendung kräftiger Farben aufweisen. Hatte Mondrian von 1908 bis 1911 bereits in den Primärfarben Rot, Gelb und Blau gemalt, diese ausschließliche Farbgebung zugunsten gebrochener Töne wie Gelbgrün und Orange wieder aufgegeben, kehrte er ab 1921 zu ihnen zurück. Sie werden bis in die Gegenwart als typisch für Mondrian angesehen.

#### Grundfarben

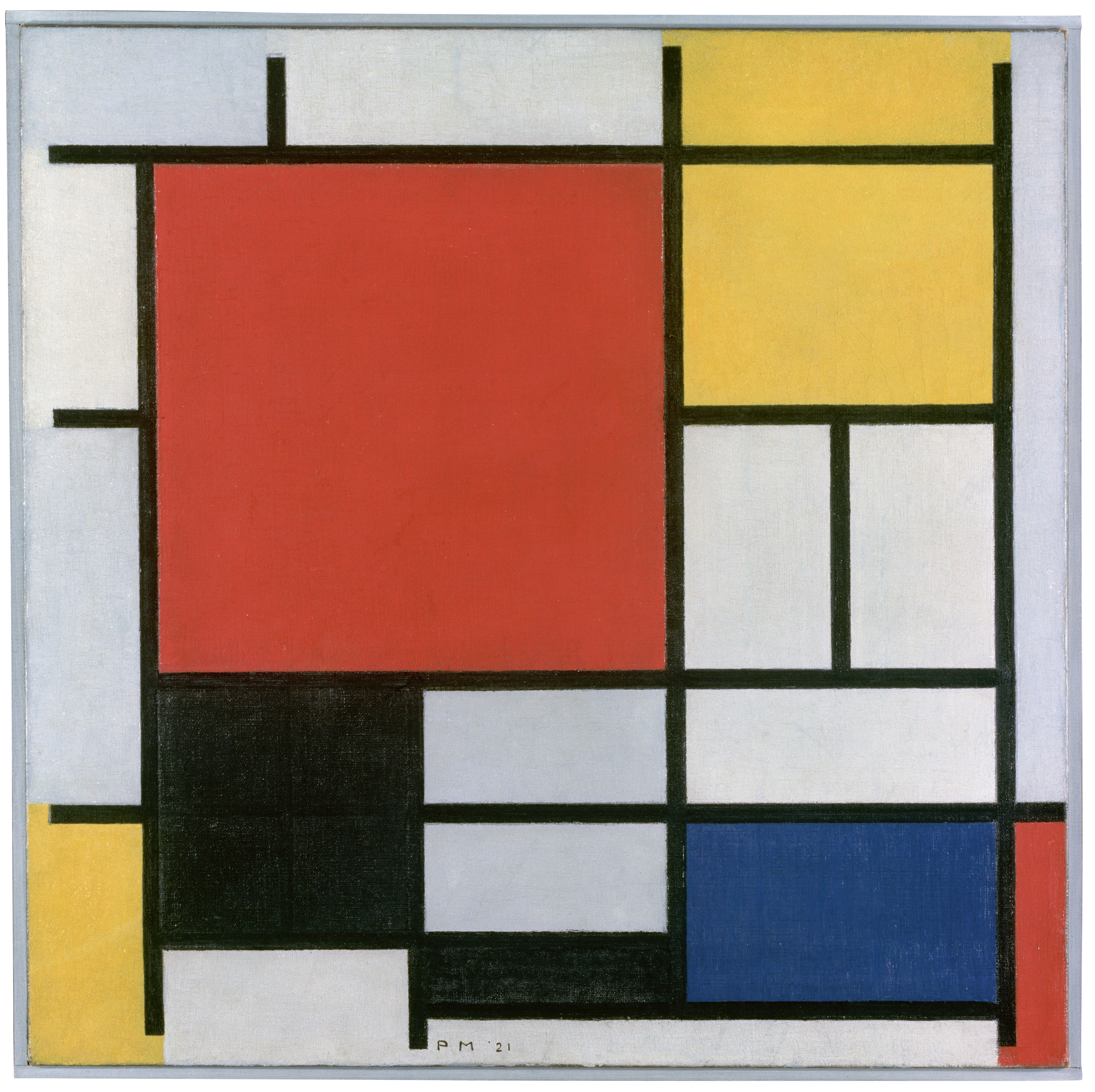
Komposition mit Rot, Gelb, Blau und Schwarz, 1921, Kunstmuseum Den Haag

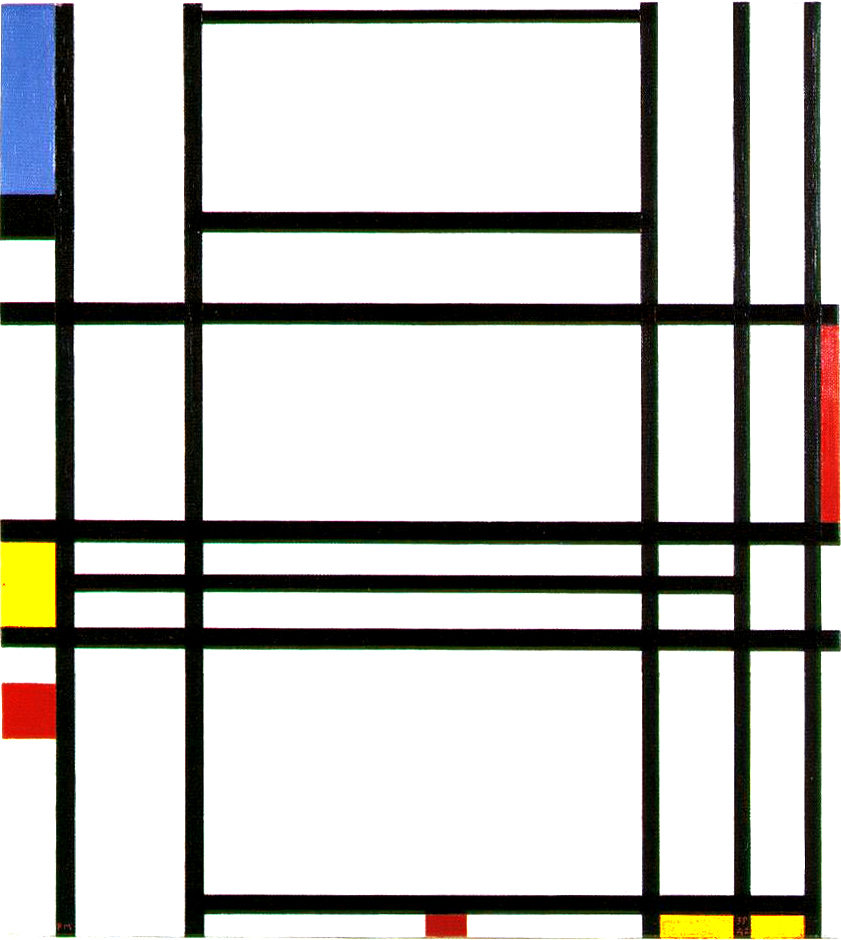
Komposition 10, 1939–1942, Privatbesitz

An seine Bilder koppelte Mondrian ein Weltbild, das aus Geistesströmungen des späten 19. und frühen 20. Jahrhunderts, insbesondere der Theosophie, abgeleitet ist. Hinter den wechselhaften Erscheinungen der uns umgebenden Welt gäbe es eine wahrere Wirklichkeitssphäre, die durch Übung erkennbar sei. Sie sei eine Art Vorbild für ein gutes Leben, eine ordentlich gestaltete Welt. Die Analogie zwischen Bild und reiner, idealer Wirklichkeit ist, dass es keine „tragischen, eitlen“ Formen gibt (etwa Flächen vor einem Hintergrund, unreine Farben, Mischfarben also), sondern alles in der gleichgewichtigen Gestalt gelöst ist. Der rechte Winkel sei die „einzige konstante Verwandtschaft zur reinen Realität“ und wechselnde Proportionen repräsentieren durch ihre Bewegung das Leben. Die Primärfarben sind die Abstraktion von der ersten, uns umgebenden Welt und wurden von Rudolf Steiner als die Glanzfarben des Geistigen, Seelischen und Lebendigen bezeichnet, das Weiß als das seelische Bild des Geistes und Schwarz als das geistige Bild des Toten.
Die Primärfarben Rot, Gelb und Blau sowie die Nicht-Farben Schwarz, Weiß und Grau tauchen in Mondrians Bildern ab etwa 1921 auf. Diese werden durch senkrechte schwarze Linien und den ihnen anliegenden rechtwinkligen Farbflächen in den betreffenden Primärfarben, die an den Streifen anliegen, betont. Die verbleibenden Zwischenräume sind Weiß. Farblinien und Rechtecke sind nie symmetrisch angeordnet, sondern ungleichförmig rhythmisch und dynamisch komponiert. So erscheint durch die formalen Gegensätze der horizontalen und vertikalen schwarzen Linien sowie der durchgehend orthogonalen Bildstruktur eine Farbfläche stets als Kontrast zu den anderen farbigen und nichtfarbigen Flächen. Obwohl untrennbar an den schwarzen Linien anliegend, werden sie jedoch niemals weder in den Hintergrund noch in den Vordergrund gebracht, da durch das gemeinsame Zusammenspiel von Flächen und Linien einerseits und der Kontrastbeziehung andererseits, jegliche Raum- und Tiefenwirkung aufgelöst wird.

#### Rechter Winkel
Piet Mondrians „Landschaften“ beruhen, da er sich selbst immer noch als Landschaftsmaler ansah, nur eben ausgedrückt in einer reinen Realität, die hinter der vordergründig erscheinenden Realität verborgen bleibt, auf der natürlichen Beziehung der Gleichgewichte von Horizontale und Vertikale. Im rechten Winkel erkannte Mondrian ein universelles Symbol, nämlich die Vertikale des aufrecht auf der horizontalen Erde stehenden Menschen. Überall, wo diese darin enthaltene Polarität in unserer Welt auftritt, erzeugt sie Spannungen, die zu einem Ausgleich drängt. Mann und Frau, Geist und Materie, Apollinisches und Dionysisches sind Polaritäten, die im okkulten Sinn wieder zur Kreuzesform werden, und, nach Diether Rudloff, „allem Christlichen, allem Menschlichen zugrunde liegt.“ So schrieb Mondrian: „Da sich das männliche Prinzip in der vertikalen Linie ausdrückt, wird ein Mann dieses Element in den zur Höhe strebenden Bäumen eines Waldes erkennen. Seine Ergänzung wird er in der horizontalen Linie des Meeres sehen. – Die Frau wird sich eher in der hingestreckten Linie des Meeres wiedererkennen und ihre Ergänzung in den vertikalen Linien des Waldes sehen, die das männliche Prinzip verkörpern.“ Seine Bilder bestehen also aus simplen farbigen Flächen in Quadraten und Rechtecken, wobei eine äußerste Vereinfachung und Reduktion der sinnlich erfahrbaren Welt stattfindet und ein Gleichgewicht zwischen Individuellem und Universellen geschaffen werden soll, wie Piet Mondrian 1918 im ersten Manifest der de-Stijl-Bewegung schrieb.

#### Spätwerk in New York

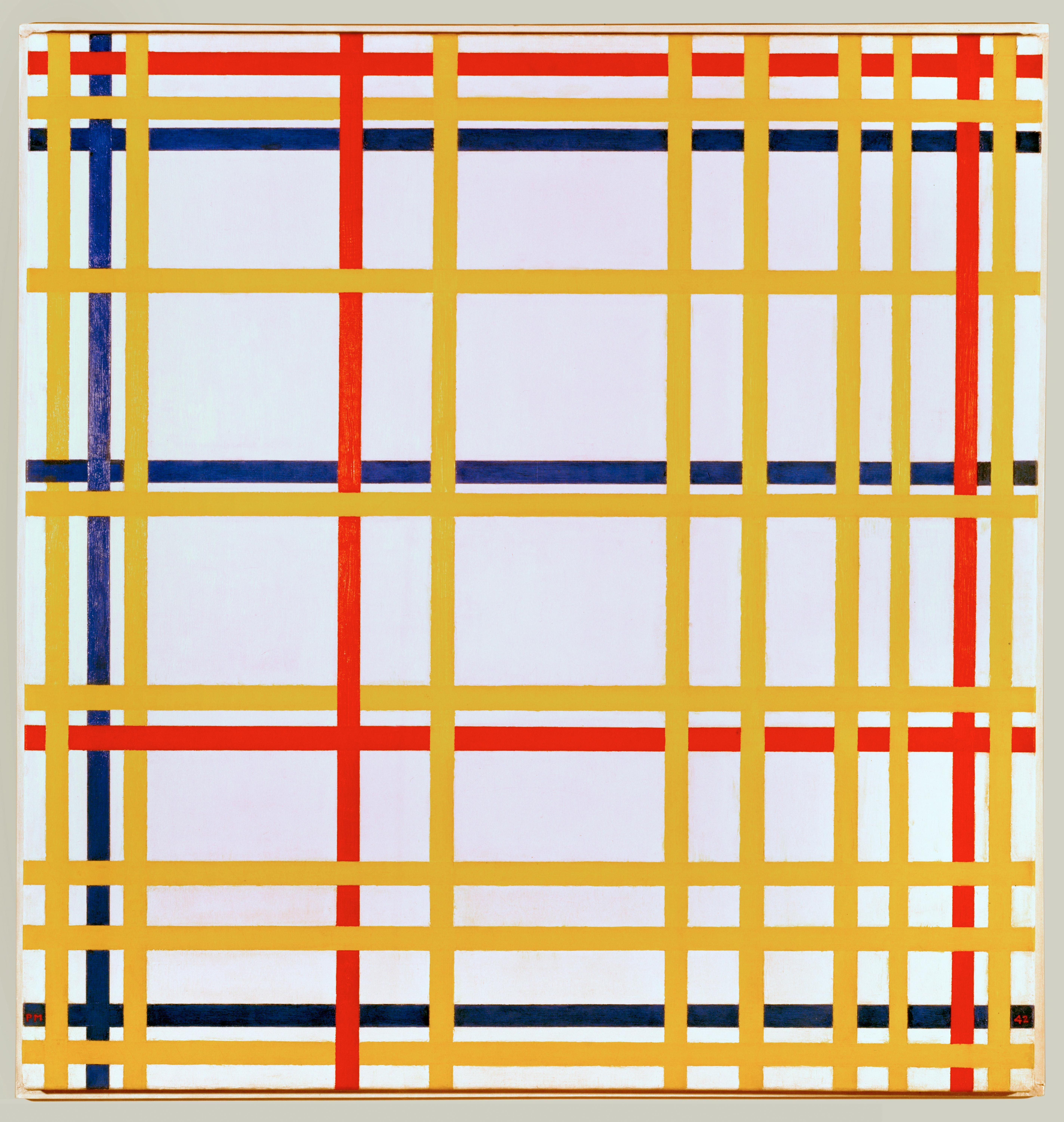
New York City I, 1942, Musée National d’Art Moderne, Paris

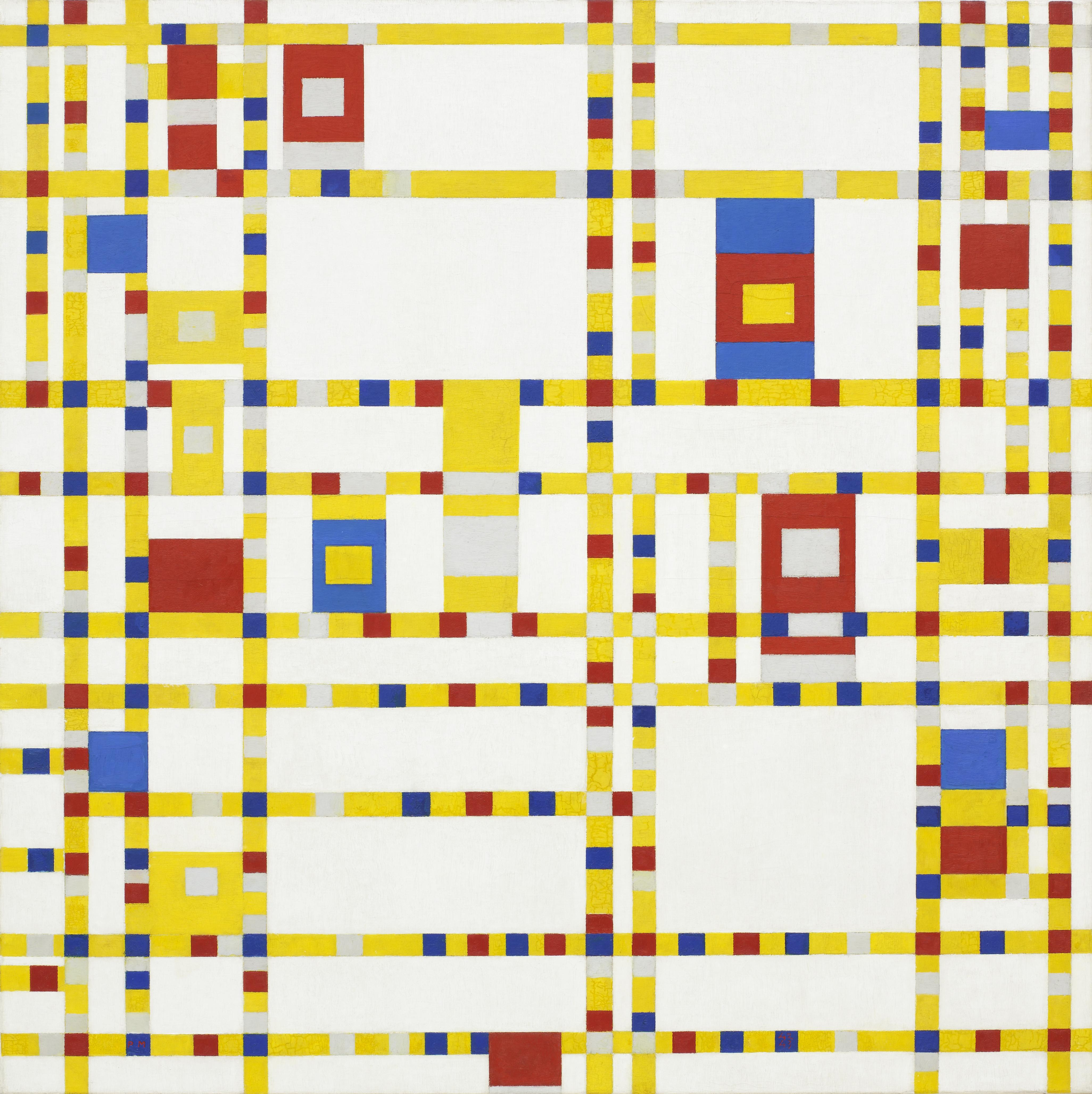
Broadway Boogie Woogie, 1942/43, Museum of Modern Art, New York

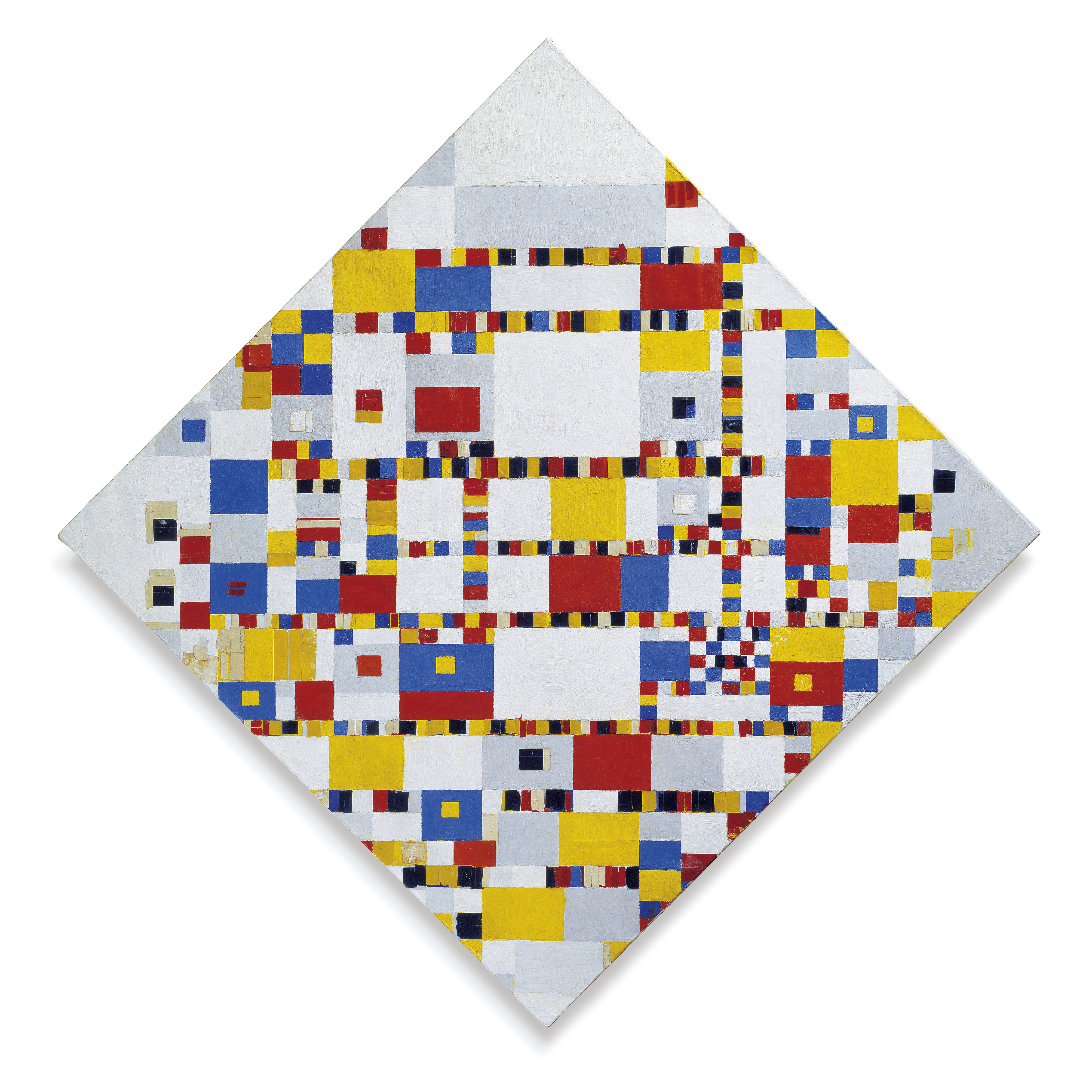
Victory Boogie Woogie, 1942–1944 (unvollendet), Kunstmuseum Den Haag

Die schwarzen Linien der 17 aus Europa mitgebrachten Bilder aus den Jahren 1935 bis 1940 wie Place de la Concorde (1938–1943) – sie werden als transatlantische Bilder bezeichnet  – kombinierte Mondrian nach seiner Ankunft in New York im Jahr 1940 mit farbigen Linien. Die schwarzen Streifen wie im neu begonnenen Gemälde Broadway Boogie Woogie (1942/43) und dem rautenförmigen Victory Boogie Woogie (1942–1944) lockerte er mosaikartig in die Primärfarben auf, wodurch sich der Eindruck von Rhythmus und Bewegung wesentlich steigert. Dies war ihm möglich geworden durch die amerikanische Erfindung des farbigen Klebebands in Form von gummierten Papierstreifen, die es ihm in den vorbereitenden Skizzen ermöglichten, sie so lange hin- und herzuschieben, bis die gewünschte Position erreicht war. Eine der erhaltenen Skizzen mit den Streifen ist New York City I aus dem Jahr 1942. 2022 berichtete die BBC, dass das Kunstwerk New York City I von Mondrian bereits 75 Jahre kopfüber ausgestellt wurde. Allerdings wird davon abgesehen, es korrekt herum aufzuhängen, da das Material nach all der Zeit möglicherweise die Korrektur nicht überstehen würde.
Broadway Boogie Woogie bezieht sich im Titel auf den Broadway, eine Avenue in seiner neuen Heimat, dem New Yorker Stadtteil Manhattan. Das Raster des Bildes zeigt das gradlinige, wie mit dem Lineal gezogene Straßenbild auf. Der ebenfalls im Titel genannte Boogie-Woogie ist eine Klaviermusik, die aus dem Jazz entstanden ist und den Jazzfreund und begeisterten Tänzer inspiriert hatte. Victory Boogie Woogie hinterließ er unvollendet in seinem Atelier. Der Titel weist vermutlich ebenso auf den erwarteten Sieg der Alliierten im Zweiten Weltkrieg hin wie auf Mondrians Überwindung der früheren strengen Kompositionen zugunsten der neuen musikalischen Rhythmisierung des Motivs.

### Mondrians Ateliers

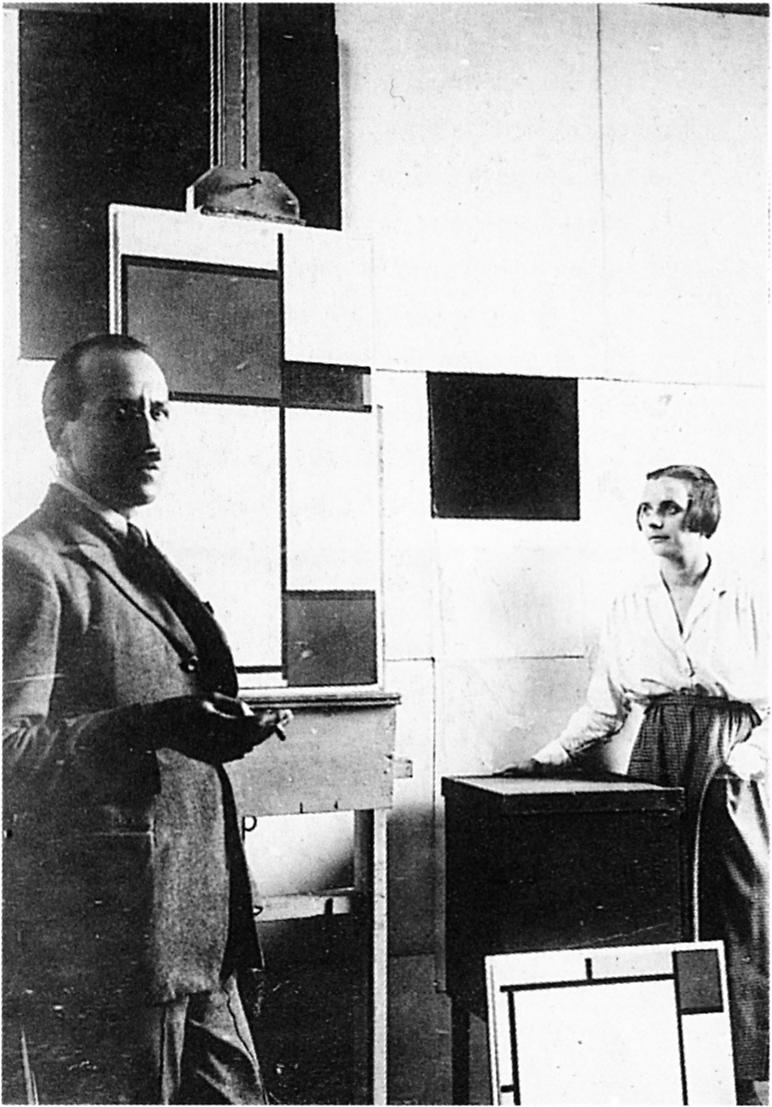
Piet Mondrian mit Nelly van Doesburg in seinem Atelier Rue du Départ Nr. 26. In: De Stijl. Vol. VI, Nr. 6/7 (1924)

Mondrian führte seine Theorie konkret aus, indem er seinen täglichen Lebensraum, das Atelier, seinen Raumprinzipien entsprechend anordnete. Als Mondrian 1919 nach Paris zurückkehrte, bezog er wieder Kickerts Atelier in der Rue du Départ Nr. 26 im ersten Stock. Nach einigen Monaten musste er es verlassen, da Kickert wieder nach Paris gezogen war und bezog zunächst ein Atelier in einem Hinterhaus der Rue Coulmier, bevor er 1921 in die Rue du Départ zurückkehren konnte, da ein Atelier im selben Haus frei geworden war. Sein neues Wohnatelier lag auf der dritten Etage, erreichbar über eine dunkle Wendeltreppe. Durch ein System von Vorhängen, hinter denen sich ein kleiner Schlafraum, der zudem als Küche diente, befand, gelangte der Besucher in das Atelier. Dieses bestand aus einem großen, hellen und hohen Raum, dessen Mauern weiß bemalt und stellenweise von großen, roten, weißen und grauen Pappflächen bedeckt waren, und die eine Anordnung wie die seiner Bilder aufwiesen. Mit Hilfe eines großen schwarz gestrichenen Schranks, vor dem eine ungenutzte Staffelei stand, hatte Mondrian den Raum unregelmäßig aufgeteilt. Eine zweite Staffelei war gegen die Rückwand des Raumes gestellt. Sie war weiß gestrichen und diente Mondrian dazu, die fertigen Bilder auf ihre Wirkung hin zu prüfen. Vor einem auf die Rue du Départ weisenden Fenster stand ein Tisch, an dessen Unterseite sich ein weißes, festgenageltes Wachstuch befand. Des Weiteren standen in Mondrians Atelier zwei weiß gestrichene weidengeflochtene Sessel, und auf dem Fußboden lagen ein roter und ein grauer Teppich.
Für die Besucher des Künstlers war der Mikrokosmos des Ateliers ein Erlebnis. Im Jahr 1930 besuchte Alexander Calder Piet Mondrian in seinem Atelier, das ihn durch seine Gestaltung mit farbigen geometrischen Formen so beeindruckte, dass er seinen figurativen Stil änderte und die Mobiles zu schaffen begann. Bekannte zeitgenössische Fotografen wie André Kertész, Rogi André und Florence Henri fotografierten es, und ihre Bilder wurden in Kunstzeitschriften in der ganzen Welt veröffentlicht. Das Centre Pompidou zeigte in der Ausstellung Mondrian/De Stijl zum Jahreswechsel 2010/11 eine Rekonstruktion des Ateliers in der Rue du Départ. Ab Oktober 2012 bis Februar 2013 war es neben anderen Ateliers, die beispielsweise auf Gemälden von Giacometti, Matisse und Picasso das Bildthema bilden, in der Ausstellung „Mythos Atelier“ in der Staatsgalerie Stuttgart präsent und 2014 zum 70. Todesjahr in der Tate Liverpool.
Während der drei Jahre und vier Monate, die Mondrian in New York lebte, fand er Unterkunft in zwei Wohnungen. Die erste lag an der 56th Street, Nr. 535 East, Ecke First Avenue, die zweite in der 59th Street, Nr. 15 East. Diese zweite Wohnung lag auf der vierten Etage und bestand aus einer Küche und zwei Zimmern, von denen Mondrian eines als Atelier nutzte, das zweite diente als Schlafzimmer. In dem fast leeren Atelier standen eine Staffelei und zwei hölzerne Lattengestelle, von denen eines als Ablage für die Paletten diente und das andere für die Lagerung der Farben. Auf den weiß gestrichenen Wänden waren Quadrate in reinen Farben verteilt (als Wallwork bezeichnet), deren Komposition an Arbeiten aus den Jahren 1917/18 erinnerten. Auch sein letztes Atelier wurde mehrfach auf Ausstellungen gezeigt, als Installation war es 2007 im Rahmen der Ausstellung Raum. Orte der Kunst in der Akademie der Künste in Berlin zu sehen.

### Schriften

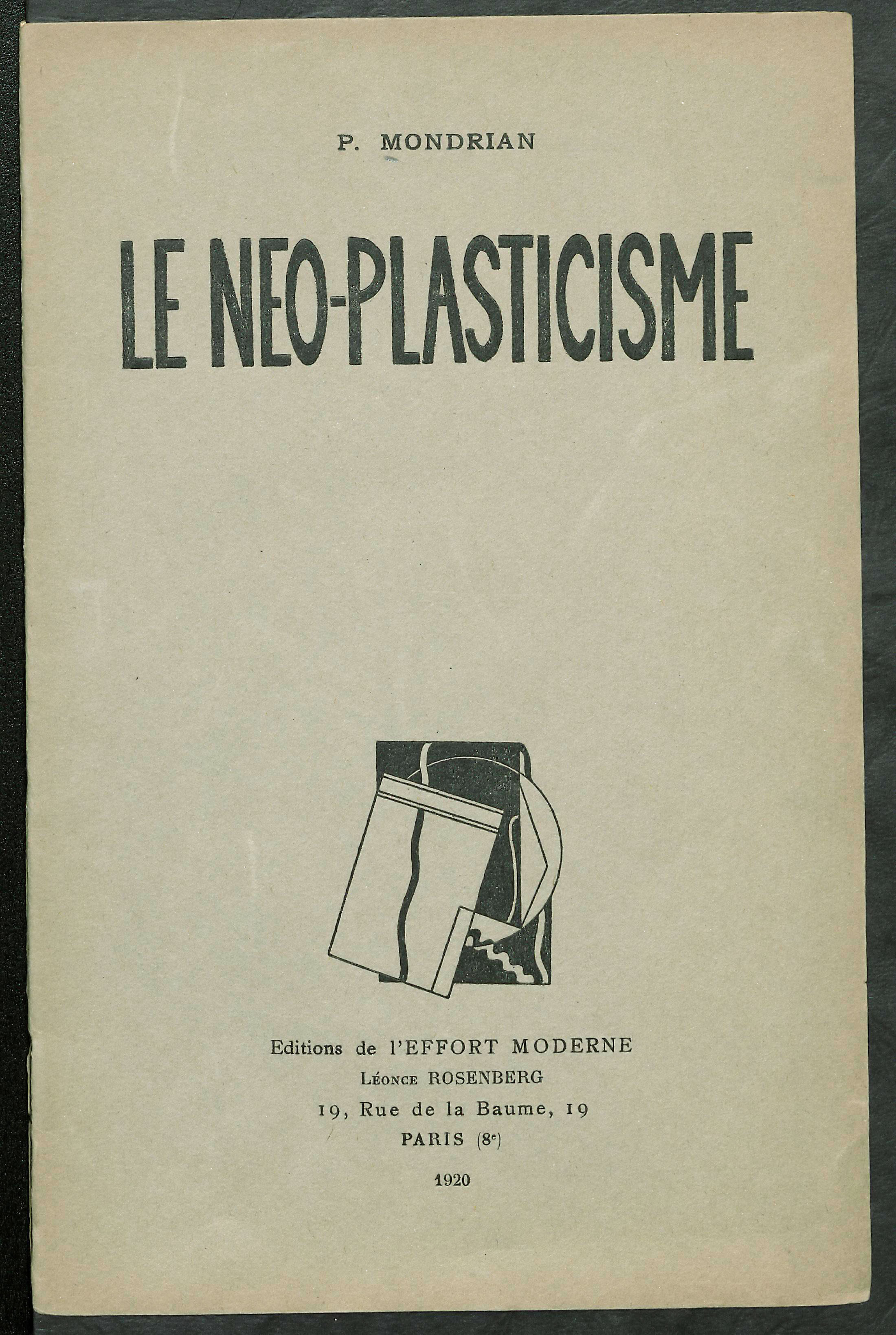
Piet Mondrian: Le Néo-Plasticisme, 1920

Mondrians schriftliches kunsttheoretisches Hauptwerk über den Stil des Neoplastizismus ist die 1920 veröffentlichte Schrift Le Néo-Plasticisme, veröffentlicht im Verlag L’Effort Moderne von Léonce Rosenberg. 1925 erschien sie als Übersetzung in den von Walter Gropius herausgegebenen Bauhausbüchern als Nummer 5 unter dem Titel Neue Gestaltung, Neoplastizismus, Nieuwe Beelding. Außer Mondrian und Theo van Doesburg aus der De-Stijl-Gruppe waren an diesen Publikationen unter anderem Albert Gleizes, Wassily Kandinsky, Paul Klee und Kasimir Malewitsch beteiligt.
In seinem Aufsatz Die Kunst und das Leben aus dem Jahr 1931 spricht Mondrian davon, dass die Harmonie, die der Künstler in der Horizontale und Vertikale seiner Bilder verbildlicht sah, ihr Endziel aller Entwicklung noch nicht erreicht habe. Dies, da „ihr inneres und äußeres Gleichgewicht eine immerwährende Störung durch den charakterlosen und egozentrischen Individualismus erfährt.“ Dieses Ungleichgewicht des Lebens bringt nach Mondrian eine tiefe Tragik in das Leben, und nur die Kunst sei in der Lage, diese Harmonie und dieses Gleichgewicht darzustellen. Nach Mondrian ist Kunst „nur so lange ein Ersatzmittel, wie die Schönheit des Lebens mangelhaft ist. Sie wird im gleichen Verhältnis verschwinden, wie das Leben Gleichgewicht erhält.“ Mondrian nimmt in seinen Bildern die Zukunft vorweg, in der Realität muss die Zukunft dies erst noch leisten – das Kunstschaffen wird in Zukunft ersetzt durch die Verwirklichung des rein plastischen Ausdrucks in handgreifliche Realität. Bilder und Skulpturen werden dann nicht mehr benötigt, denn erst dann, so Mondrian, werden wir in verwirklichter Kunst leben. 1937 veröffentlichte Ben Nicholson Mondrians ersten Essay auf Englisch unter dem Titel Plastic Art and Pure Plastic Art in der Publikation Circle, deren Mitherausgeber Nicholson war.
1941 schrieb Piet Mondrian das als Autobiografie ausgegebene und in Prosa gehaltene Stück Toward the True Vision of Reality (Auf dem Weg zum wahren Blick auf die Wirklichkeit). Mondrian, der seit 1914 davon ausging, dass in der abstrakten Malerei das Wesen der Welt besser zu erfassen sei als in einer naturalistischen Darstellungsweise, beschreibt hierin, vermittels seines „wahren Blicks“, den der Künstler zeitlebens aus seinem Atelierfenster warf, „im Rückblick sein Leben so, als hätte er seit seiner Geburt im Atelier gelebt“, ein von ihm so nie gelebtes Leben, „das er zum Kunstwerk und zur imaginären Quelle seiner Kunst“ machte.

### Kunst als Religion
Für Mondrian war, obwohl er bis zu seinem Tod Mitglied der Theosophischen Gesellschaft war, der Neoplastizismus eine neue Religion, die letztlich die traditionellen Religionen ersetzen würde. Es sah ihn „als ein millenaristisches religiöses Projekt, um die ganze Gesellschaft zu verwandeln. Er glaubte […], dass der Neo-Plastizismus letztendlich die alten Formen von Staat, Religion und Familie zerstören und neue, einfachere und bessere erschaffen würde.“ („Mondrian saw Neo-Plasticism as millenarian religious project for transforming the whole of society. He believed that Neo-Plasticism would end up destroying the old forms of state, religion and family and creating new, simpler and better ones.“)

## Rezeption

### Mondrians Einfluss auf die Künste

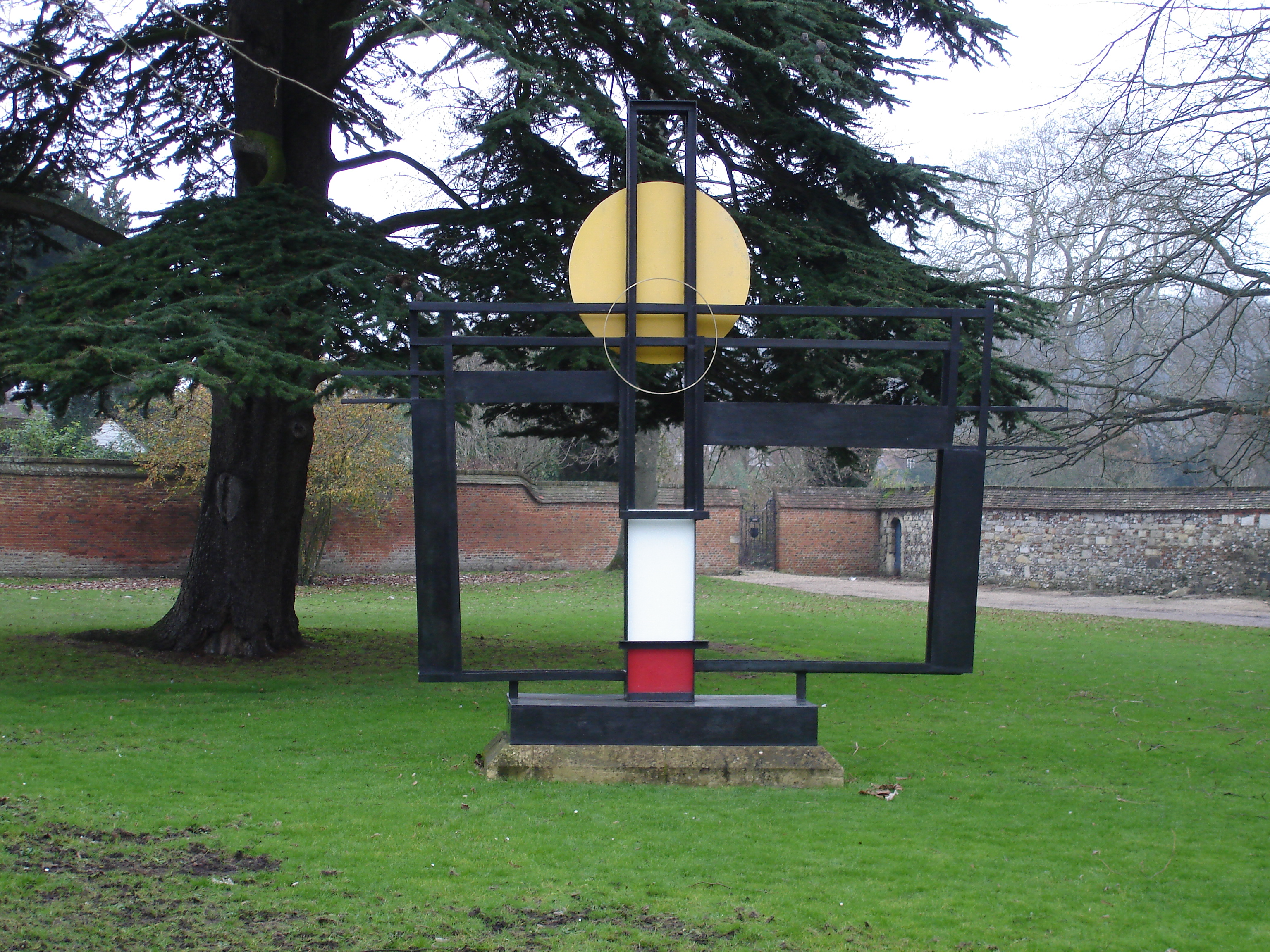
Barbara Hepworth widmete Mondrian 1966 ihre bemalte Bronzeskulptur Construction (Crucifixion): Homage to Mondrian, sie steht nahe der Winchester Cathedral.

Zu den von Mondrian inspirierten zeitgenössischen Künstlern gehörten die Maler oder Bildhauer Josef Albers, Alexander Calder, Burgoyne Diller, Theo van Doesburg, Fritz Glarner, Harry Holtzman, Ben Nicholson, Charmion von Wiegand, die seine in den Vereinigten Staaten geschriebenen Texte redigierte, sowie der Architekt Alfred Roth. Der Bauhausmeister Oskar Schlemmer, Maler, Bildhauer und Bühnenbildner, bezeichnete ihn als den „eigentlichen Gott des Bauhauses“. Die Minimal Art der 1960er Jahre mit Vertretern wie Ellsworth Kelly und Frank Stella weist ebenfalls auf Einflüsse Mondrians wie auch Malewitsch’ hin.
Die Lichtinstallation greens crossing greens (to Piet Mondrian who lacked green) von Dan Flavin aus dem Jahr 1966 ist Mondrian gewidmet, der nicht nur Grün, sondern auch die anderen Komplementärfarben Violett und Orange mied. Flavins Werk ist im Solomon R. Guggenheim Museum in New York ausgestellt. Barnett Newman schuf zwischen 1966 und 1970 vier Gemälde mit dem Titel Who’s Afraid of Red, Yellow and Blue. Ein Beispiel für einen Künstler der 1990er Jahre ist Imi Knoebel, dessen vierteilige Installation von 1997, ROT GELB WEISS BLAU 1–4, sich im Veranstaltungsfoyer des Marie-Elisabeth-Lüders-Hauses des Deutschen Bundestags befindet. Im selben Jahr entstand Thomas Hirschhorns Installation Mondrian Altar, die 2011 anlässlich einer Ausstellung im Gedenken an den 11. September 2001 vom Museum of Modern Art in einer Straße auf Long Island, New York, neu aufgebaut wurde. In den Jahren 2001 bis 2003 schuf der britische Künstler Keith Milow eine Reihe von Gemälden, die auf Mondrians späten Stil zurückzuführen sind.
Ein Gegner der abstrakten Kunst und insbesondere Mondrians war jedoch der österreichische Maler und Bildhauer Alfred Hrdlicka. Er schuf ab 1966 einen Radierzyklus mit dem Titel Roll over Mondrian. Er übernahm darin das ideal gedachte Ordnungsmuster und füllte die ihn mit ihrer „Leere“ provozierenden rechteckigen Felder in Schwarz auf Weiß mit seinen Themen über Sexus, Sadismus und Gewalt. Ein Beispiel ist das Blatt Karfreitag. In seiner literarischen Abhandlung Der letzte Zeichner: Aufsätze zu Kunst und Karikatur von 1999 meint der Dichter, Zeichner und Satiriker Robert Gernhardt, dass kein Künstler dieses Jahrhunderts bei solch durchschlagendem Erfolg so exemplarisch gescheitert sei wie „dieser Holländer“, da seine Bildsprache allgegenwärtig von der aktuellen Populärkultur adaptiert werde.
Mit dem niederländischen Komponisten Jakob van Domselaer (1890–1960) führte Mondrian seit 1912 zahlreiche Gespräche über die Zukunft der Musik in Paris. 1916 wohnte Mondrian bei van Domselaer in Laren; im selben Jahr veröffentlichte dieser eine Folge von sieben Klavierstücken unter dem Titel Proeven van Stijlkunst, die von Bildern seines Malerfreundes inspiriert waren. Bei der Ausführung sollte das statische Element, die Harmonie, als Hauptsache behandelt werden, und die Bewegung, die Melodie, ruhig und trotz des Überwiegens des statischen Elements ungezwungen bleiben. Der Schweizer Komponist Hermann Meier arbeitete ab Mitte der 1950er Jahre mit großen, farbigen Plänen, die er „Mondriane“ nannte.

### Mondrian in der Architektur

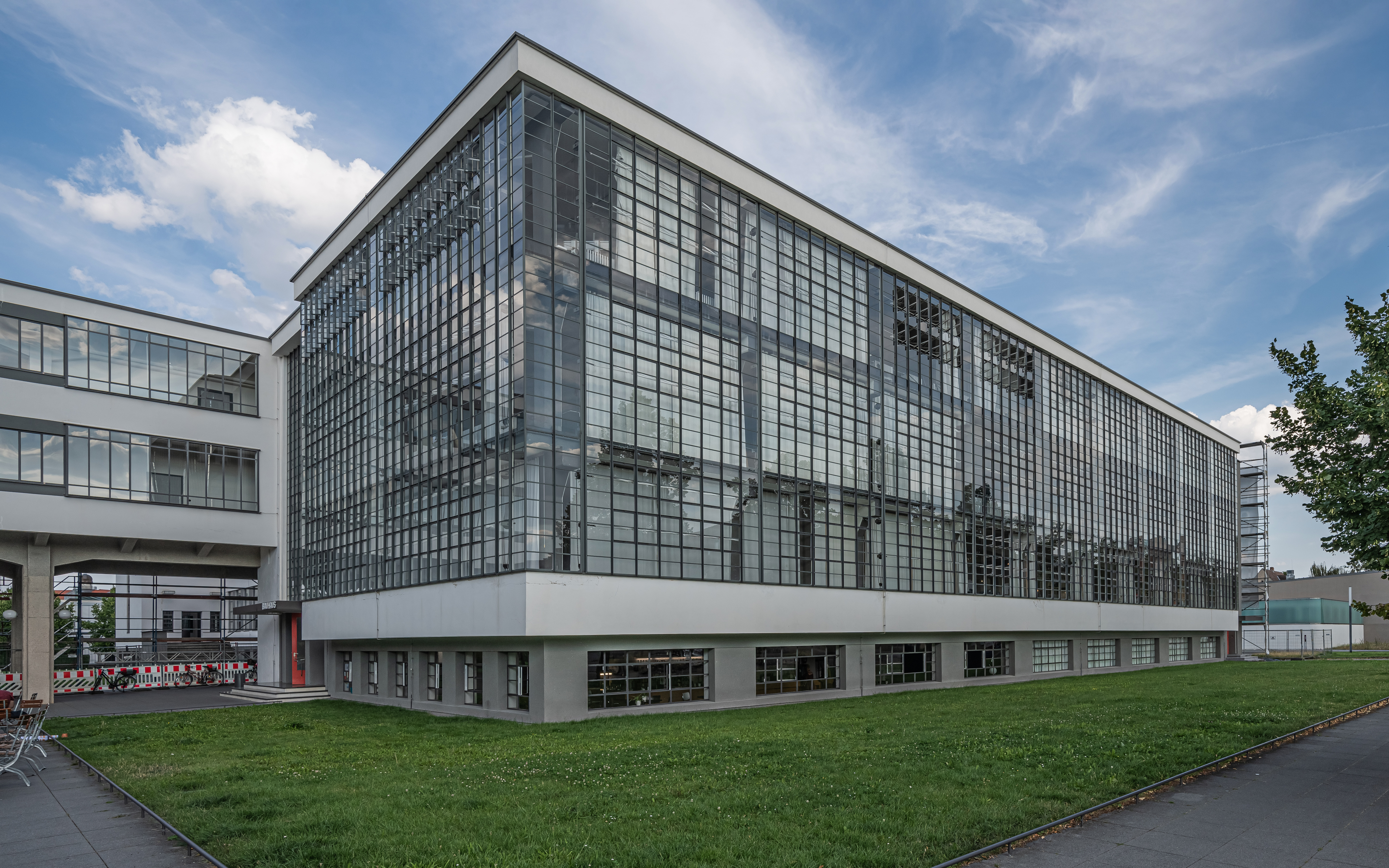
Walter Gropius: Das Werkstattgebäude in Dessau

Die niederländische Künstlervereinigung De Stijl inspirierte das 1919 gegründete Bauhaus. Das von dem Bauhausgründer Walter Gropius geplante und 1925/26 errichtete Werkstattgebäude des Bauhauses Dessau mit seinem Design aus Stahl und Glas reflektiert Mondrians strenge einfache Linienkompositionen seiner Gemälde. Gropius wurde ein einflussreicher Architekt und Mitbegründer des Internationalen Stils der Architektur.
Ferner regte Mondrians abstrakter geometrischer Stil die Form- und Namengebung von Gebäuden der Gegenwart an. In Vancouver, Kanada, wurde 2002 das Gebäude „The Mondrian“ errichtet. Es besteht aus zwei hohen Türmen, die 21 und 30 Stockwerke enthalten. Unter anderem hat hier die Vancouver Contemporary Art Gallery ihren Sitz. 2005 wurde das 20-stöckige Hochhaus „The Mondrian“ in Cityplace bei Oak Lawn in Texas fertiggestellt. 2011 folgte in Victoria in British Columbia, Kanada, ein 10-stöckiges Hochhaus, das Motive Mondrians aufweist und auch „The Mondrian“ genannt wird ebenso wie der in diesem Jahr entstandene Gebäudekomplex in Nürnberg.

### Mondrians Einfluss auf Mode und Konsum

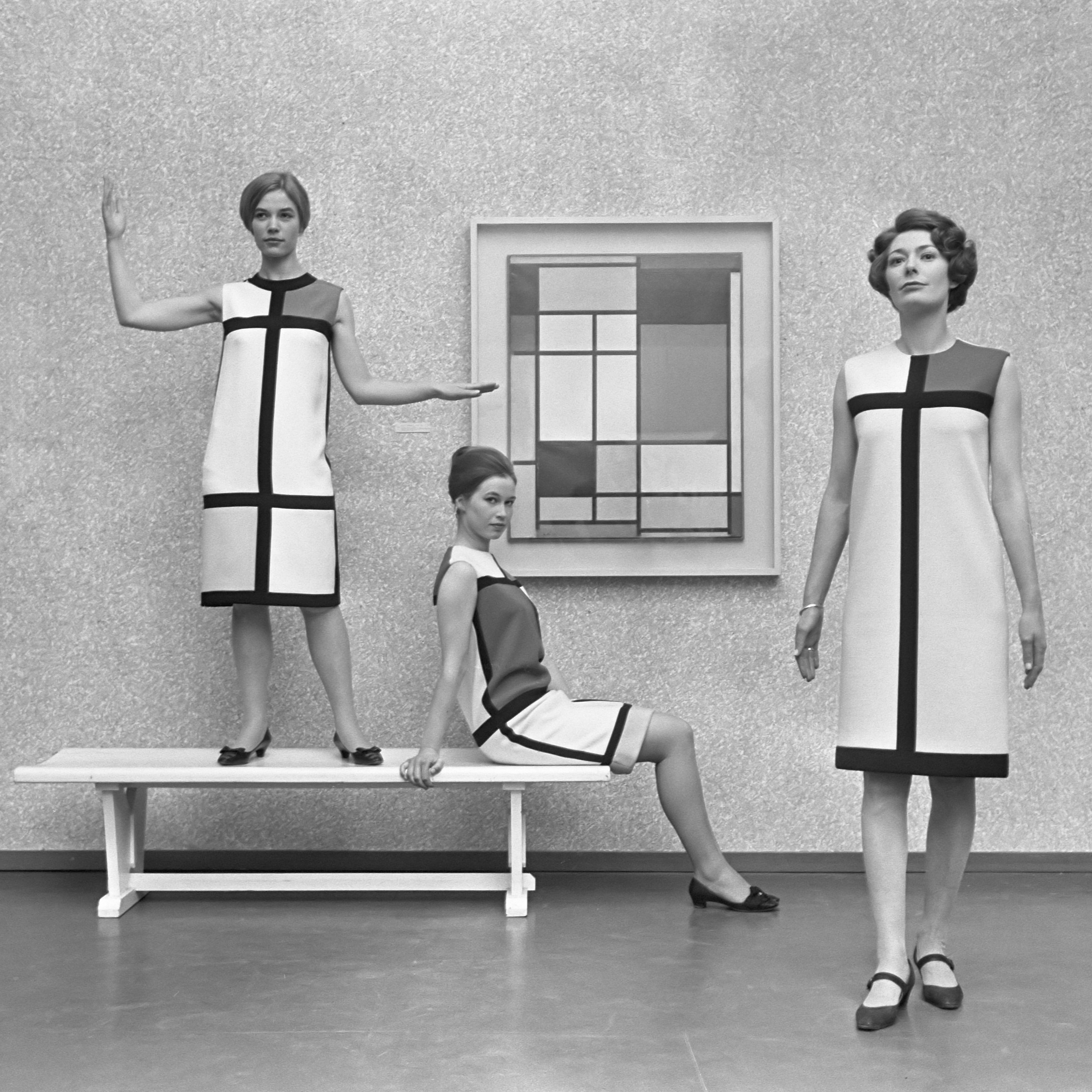
Mondrian-Kleider von Yves Saint Laurent, 1966, mit der Komposition mit Gelb, Blau, Schwarz, Rot und Grau von 1921

Im Jahr 1933 entwarf die Designerin Lola Prusac für Hermès Handtaschen, die Mondrians Motive aufgriffen. Der französische Couturier Yves Saint Laurent schuf ab 1965 Mondrian-Kleider mit den geometrischen Motiven Mondrians. Sie wurden häufig nachgeahmt. Je ein Exemplar gehört zum Bestand des Metropolitan Museum of Art in New York, des Rijksmuseum Amsterdam und des Victoria and Albert Museum in London.
Das Museum für Angewandte Kunst in Köln zeigte 2010 die Ausstellung all-over Mondrian. Kunst + Konsum, in der dokumentiert wurde, wie sehr Mondrians Werk den Konsumalltag beeinflusst hat. Ein Beispiel ist eine Haarpflegeserie der Kosmetikfirma L’Oréal aus dem Jahr 1986. Im Zentrum der Schau stand das Mondrian-Gemälde Komposition mit Schwarz, Rot und Grau aus dem Jahr 1927. Dem Werk wurden Artikel wie Feuerzeuge, Sportkleidung, Damenschuhe und Duschtassen gegenübergestellt, die in grafischen Strukturen und Farben das Gemälde im Mondrian-Stil aufgreifen. „Die Konfrontation des Kunstwerks mit mehr oder weniger gelungenen Adaptionen in der Warenwelt schärfe den Blick für das bei Mondrian nur scheinbar simple Bildvokabular“, war eine Aussage des Museums.

### Mondrian, Malewitsch und Kandinsky
Eine von der Fondation Beyeler 2003 von den Kuratoren Christoph Vitali und Markus Brüderlin initiierte Ausstellung mit dem Titel Mondrian + Malewitsch befasste sich mit einer Sammlungspräsentation beider abstrakter Maler. Sowohl Piet Mondrian als auch der russische Maler Kasimir Malewitsch, der 1915 erstmals sein Gemälde Das Schwarze Quadrat ausstellte, waren frühe Meister der geometrischen Abstraktion. Ein Vergleich der Werke beider Künstler, die sich nie begegnet sind und deren Werkläufe unterschiedlich waren, zeigt, dass ihre Kompositionen gänzlich verschiedene Systeme darstellen. Mondrians Lösung im Stil des Neoplastizismus basierte auf der Linie und Struktur. Malewitsch hingegen wählte die Fläche, sodass in seinen suprematistisch genannten Bildern die Einzelformen über dem weißen Untergrund zu schweben scheinen. Mondrian dagegen spannt alle Bildteile in ein dynamisches Gitternetz aus vertikalen und horizontalen Linien. Die Gitterstruktur und das Gleichgewicht innerhalb der Komposition erzeugen die Wirkung, dass kein Bildelement als Einzelform dargestellt wird und alle Teile in einer Ebene zu liegen scheinen. Einen anderen Weg ging der russische Maler Wassily Kandinsky, dessen Stil der expressiven Abstraktion zugerechnet wird, die sich nicht in geometrischen Formen ausdrückt. Er bezog jedoch seine malerischen Impulse wie Mondrian aus der Theosophie. Die drei Künstler werden als Pioniere des in den späten 1940er Jahren entstandenen amerikanischen Abstrakten Expressionismus gesehen.

### Mondrian-Software
Mondrians reifer abstrakter Stil inspirierte die Computerspezialisten. So basiert die esoterische Programmiersprache Piet auf Mondrians Gemälden und wurde nach ihm benannt. Ferner gibt es eine Software zum Visualisieren statistischer Daten mit dem Namen „Mondrian“. Der „Mondrimat“ bietet das spielerische Gestalten von Bildern an, die auf dem Computer nach seinem Stil erzeugt werden können.

## Gedenken

### Kunstmuseum Den Haag
1971 erhielt das von dem Architekten Berlage entworfene Kunstmuseum Den Haag dank der guten Beziehungen seines damaligen Direktors Louis Wijsenbeek (1912–1985) testamentarisch vom Kunstsammler Salomon B. Slijper 124 Ölmalereien und 75 Zeichnungen Mondrians aus allen Schaffensperioden, allerdings schwerpunktmäßig aus seiner gegenständlichen Periode. Zusammen mit Werken, die bereits im Besitz des Museums waren, sowie später hinzugekommene, wie beispielsweise im Jahr 1998 Mondrians letztes, unvollendetes Gemälde Victory Boogie Woogie, eine Leihgabe des Netherlands Institute for Cultural Heritage, Amsterdam, besitzt das Museum gegenwärtig um die 300 Werke. Das Kunstmuseum ist damit zum Stammhaus von Mondrians Werk geworden und zeigt die Werke Mondrians in wechselnder Auswahl. Alle größeren Mondrian-Ausstellungen der letzten Jahrzehnte waren stark bestückt mit Leihgaben aus dem Kunstmuseum.

### Mondriaanhuis in Amersfoort

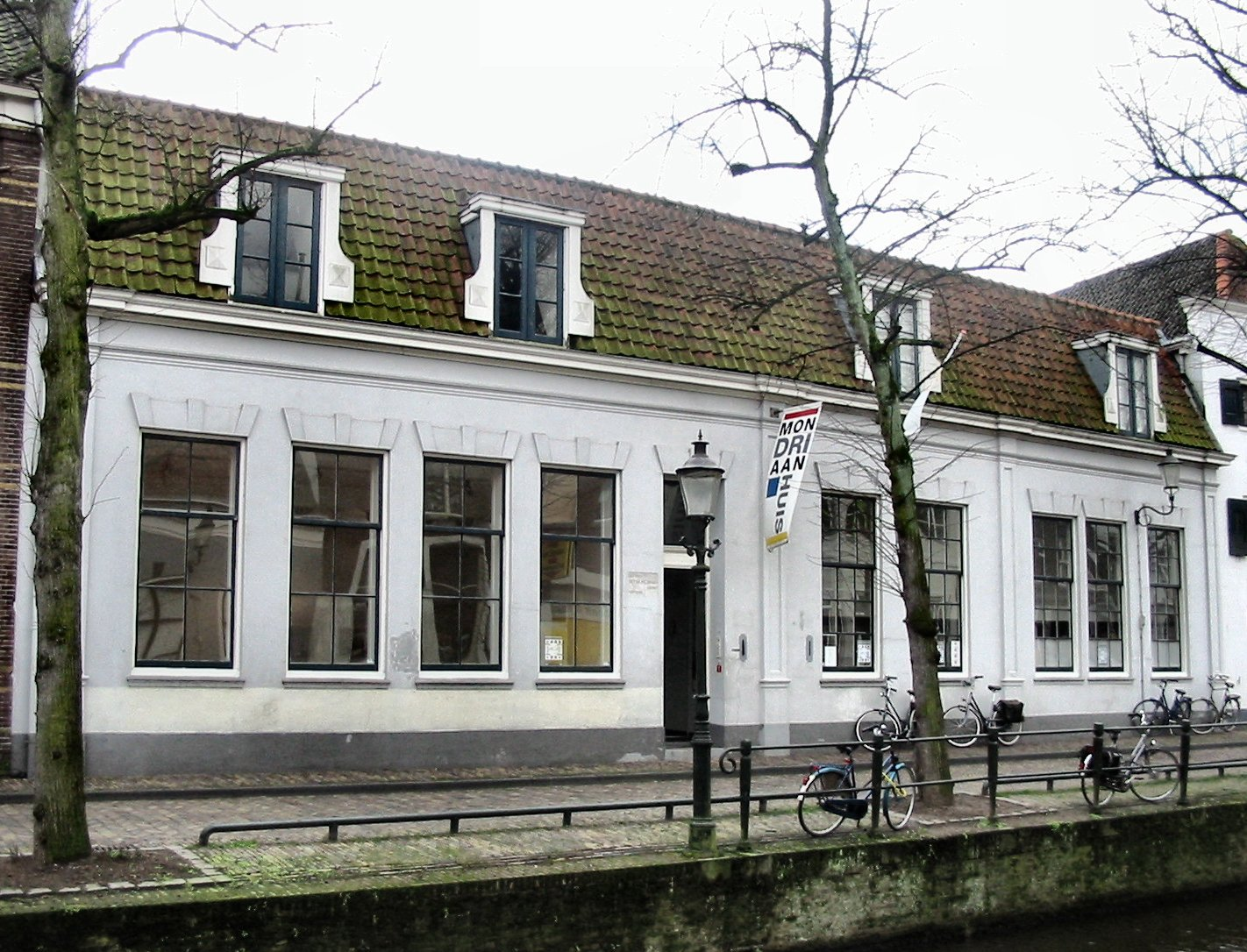
Mondriaanhuis, Amersfoort

Mondrians Geburtshaus an der Kortegracht 11 in Amersfoort wurde restauriert und ist seit 1994 das Museum Mondriaanhuis mit Bibliothek und Dokumentationszentrum. Es enthält eine Ausstellung, in der den Besuchern anhand einiger Werke die Entwicklungsphasen des Künstlers deutlich gemacht wird. Ferner ist das Pariser Atelier Mondrians aus der Zeit von 1921 bis 1936 als Nachbildung zu sehen. Zusätzlich werden Sonderausstellungen aus dem Bereich Moderne Kunst sowie Gegenwartskunst gezeigt.

### Villa Mondriaan in Winterswijk

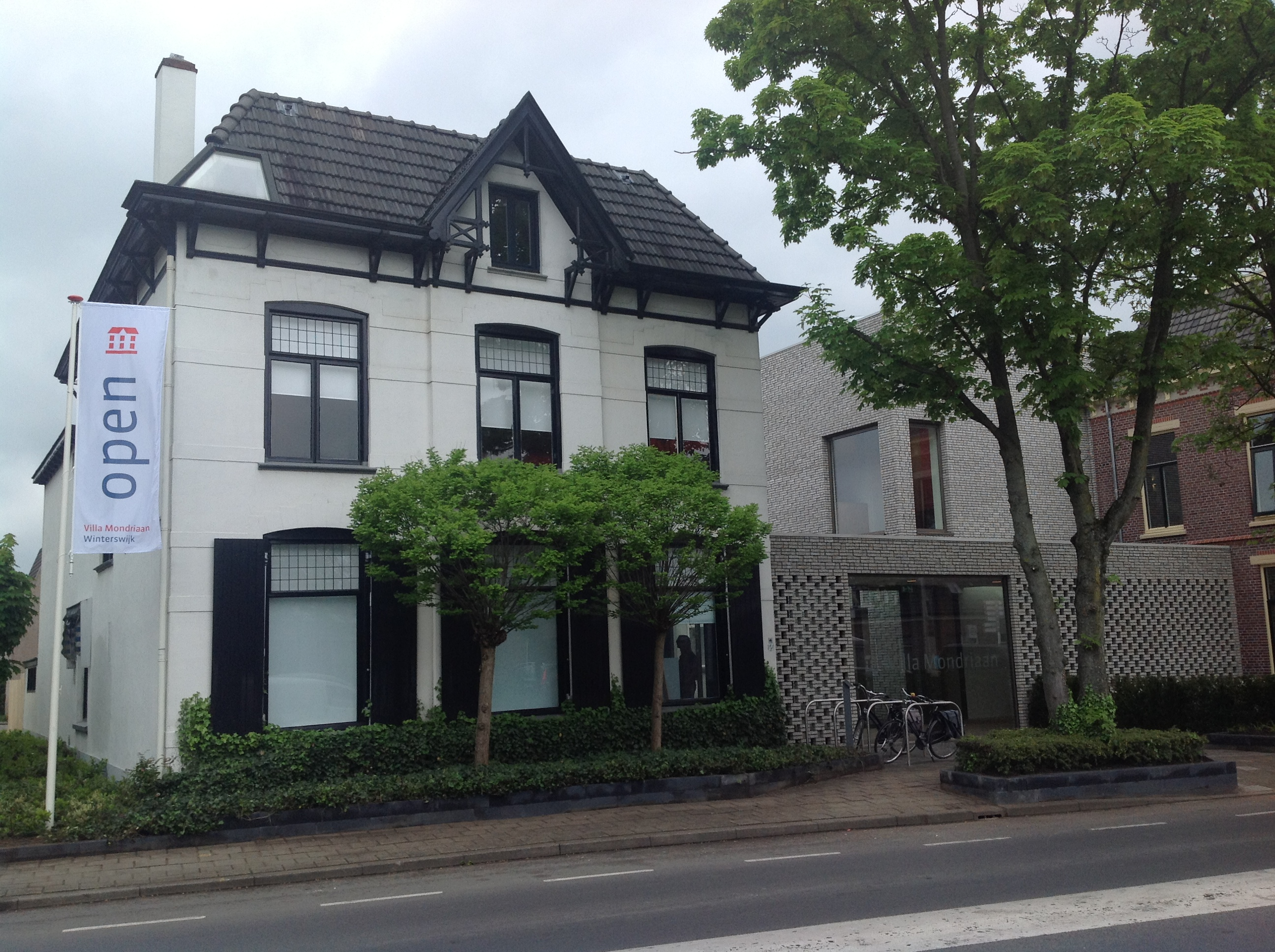
Villa Mondriaan, Winterswijk

Mondrian lebte als Kind von 1880 bis 1892 in einem Haus in Winterswijk im Osten der Niederlande. Sein Vater war Lehrer an einer Schule im Nebenhaus. Hier lernte der junge Piet unter der Anleitung seines Vaters und seines Onkels das Zeichnen und Malen. Seit Mai 2013 beherbergt das Haus ein Museum für Mondrians „Winterswijker Zeit“. Die Zeichnungen und Gemälde Mondrians zeigen die Einflüsse zum Beispiel der zeitgenössischen Haager Schule. Zu sehen sind auch Werke von Verwandten Mondrians und von modernen Künstlern, die sich mit Mondrian auseinandergesetzt haben. Das Kunstmuseum in Den Haag unterstützt die Villa Mondriaan durch zahlreiche Leihgaben.

### Mondriaanmonument

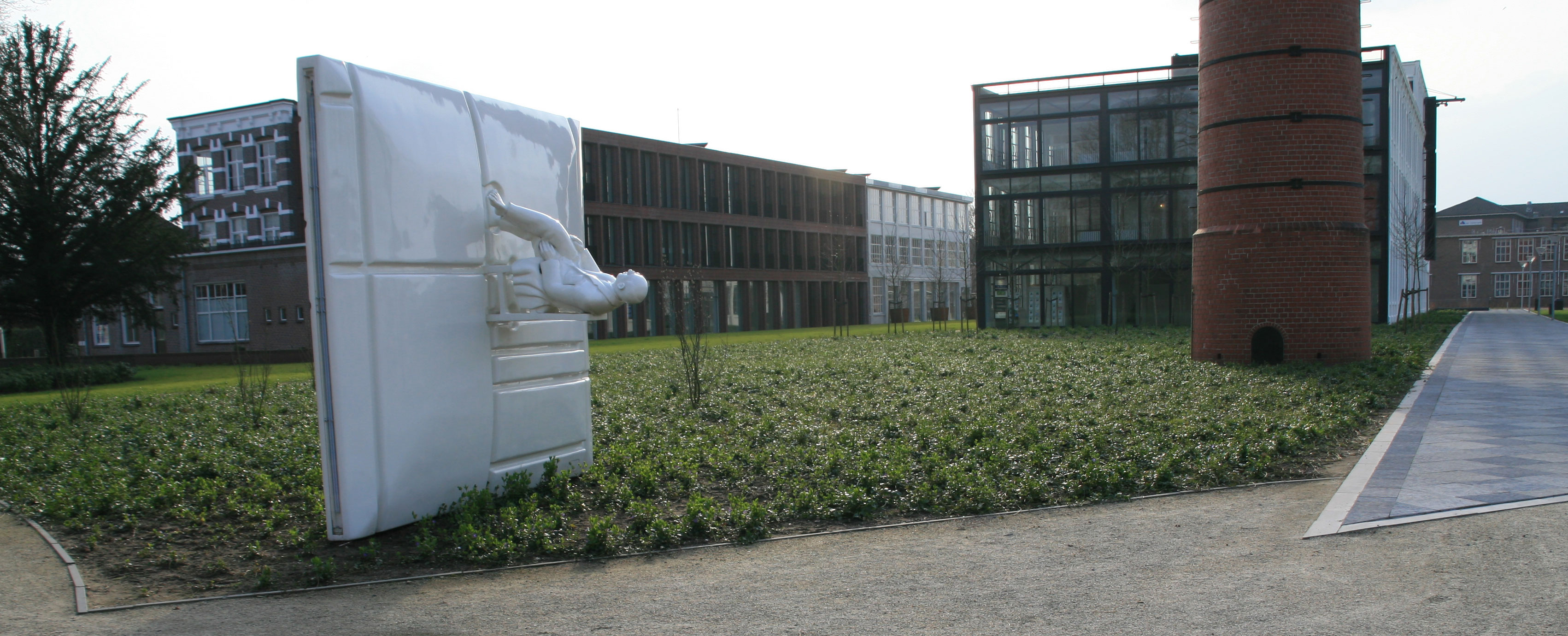
Mondriaanmonument

Das Mondriaanmonument, auch genannt Always Boogie Woogie, ist ein Piet Mondrian gewidmetes Denkmal in Winterswijk. Das 2006 errichtete Denkmal aus Kunststoff ist 3,5 m hoch und 4 m breit. Es zeigt auf einer Seite den Künstler horizontal vor einer im Mondrianstil ausgeführten Fläche nach dem Gemälde Komposition in Rot und Schwarz aus dem Jahr 1936 auf einem Stuhl sitzend. Die Rückseite nach einer Skizze Mondrians, Blick auf die St. Jakobskirche in Winterswijk, weist nur den Baum als Motiv daraus auf. Die Plastik ist monochrom weiß ausgeführt, aber nachts in den für Mondrian typischen Farben gelb, blau und rot beleuchtet. Das Werk wurde von den niederländischen Künstlern Dedden & Keizer (Albert Dedden und Paul Keizer) aus Deventer entworfen.

## Mondrian auf dem Kunstmarkt

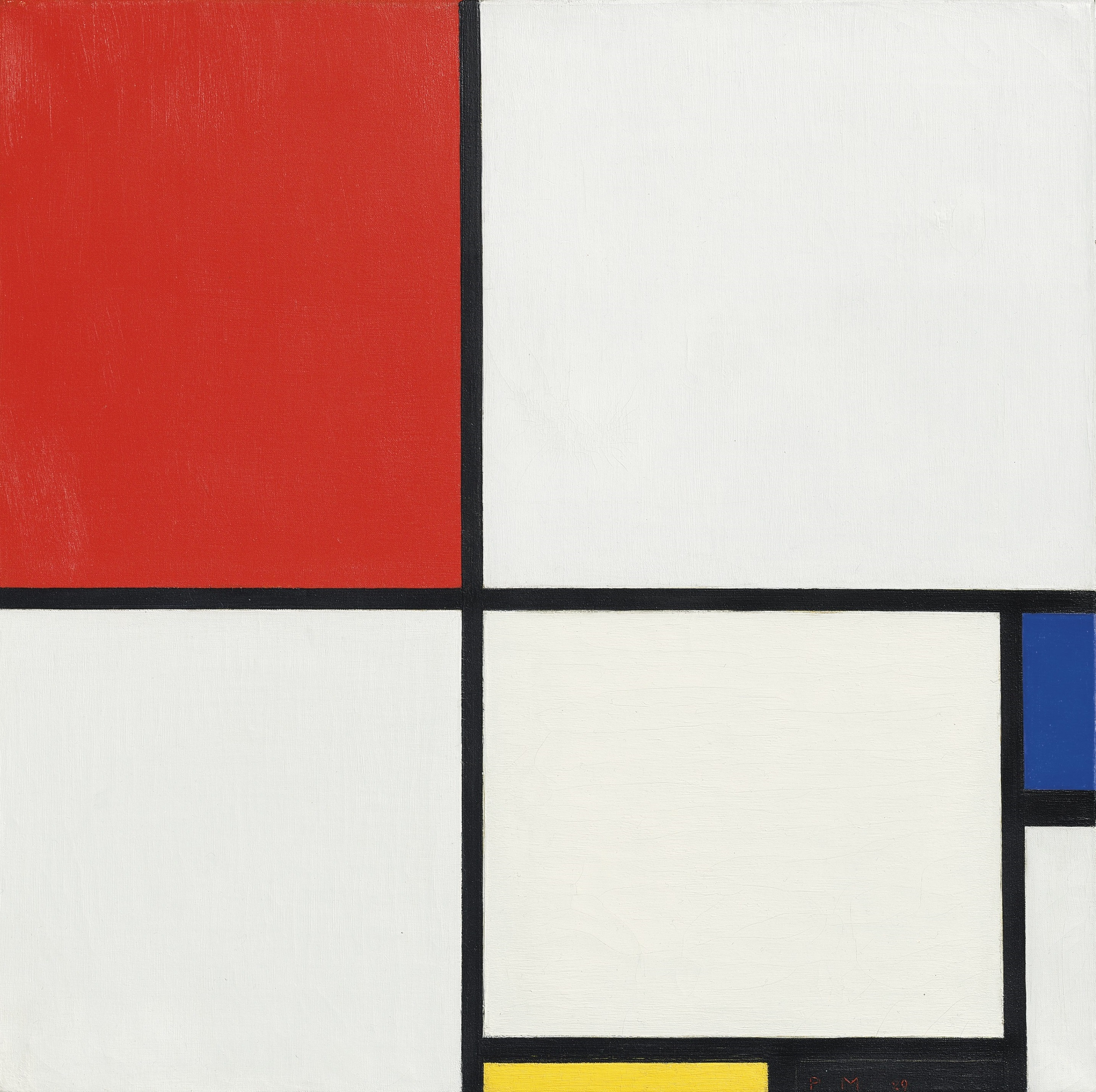
Komposition Nr. III, mit Rot, Blau, Gelb und Schwarz, 1929

Im Mai 2015 wurde im New Yorker Auktionshaus Christie’s für das Gemälde Komposition Nr. III, mit Rot, Blau, Gelb und Schwarz für 50,6 Mio. Dollar (etwa 45 Mio. Euro) gezahlt. Zuvor führte das Gemälde Victory Boogie Woogie mit 37,2 Mio. Euro die Liste der teuersten Mondrian-Werke an. Der bisher höchste Preis für ein Mondrian-Werk wurde am 14. November 2022 bei Sotheby’s in New York erzielt. Der Hammer fiel bei 51 Millionen Dollar. Composition No. II aus dem Jahr 1930 ging an einen Bieter aus Asien.
Nach dem Tod des Modeschöpfers Yves Saint Laurent, der zudem Kunstsammler war, fand durch das Auktionshaus Christie’s im Grand Palais, Paris, im Februar 2009 eine Versteigerung der Sammlung Yves Saint Laurents und seines Freundes Pierre Bergé statt, darunter waren drei abstrakte Werke Mondrians. Das Gemälde Composition avec bleu, rouge, jaune et noir (Komposition mit Blau, Rot, Gelb und Schwarz) aus dem Jahr 1922 wurde für 21,5 Mio. Euro versteigert. Das war zu diesem Zeitpunkt der höchste Preis, der für einen Mondrian auf einer Auktion gezahlt wurde. Composition avec grille 2 von 1918 erbrachte 14,4 Mio. Euro und Composition I von 1920 7 Mio. Euro. Zum 50. Jahrestag der Geschäftseröffnung von Yves Saint Laurent im Jahr 2011 wurde ein Kleid im Mondrian-Look für 30.000 Pfund (knapp 36.000 Euro) bei Christie’s in London versteigert.

## Auszeichnungen
- 1906: Willink-van-Collen-Preis, Amsterdam
- Am 16. Januar 2014 wurde der Asteroid (15468) Mondriaan nach ihm benannt.

## Ausstellungen (Auswahl)
- 1909: Stedelijk Museum, Amsterdam; zusammen mit Cornelis Spoor und Jan Sluijters
- 1911: Amsterdamer Künstlervereinigung „Moderne Kunstkring“
- 1912: Sonderbund-Ausstellung, Köln
- 1913: Erster Deutscher Herbstsalon, Berlin
- 1913: Salon des Indépendants, Paris
- 1914: Kunsthandel W. Walrecht, Den Haag (Erste Einzelausstellung)
- 1922: Retrospektive anlässlich des 50. Geburtstags im Stedelijk Museum, Amsterdam
- 1923: de Stijl-Ausstellung, Paul Rosenberg, Paris
- 1930: Künstlervereinigung Cercle et Carré, Paris
- 1932: Retrospektive anlässlich des 60. Geburtstags im Stedelijk Museum, Amsterdam
- 1942: Valentine Dudensing Gallery, New York (Erste Einzelausstellung in den Vereinigten Staaten)
- 1942: Artists in Exile, Gallery Pierre Matisse. New York
- 1945: Museum of Modern Art, New York (Retrospektive)
- 1946: Gedächtnisausstellung, Stedelijk Museum, Amsterdam
- 1949: Les Premiers Maîtres de l’Art Abstrait, Galerie Maeght, Paris, unter der Schirmherrschaft des Musée de Grenoble, Grenoble
- 1955: documenta 1, Kassel
- 1959: documenta II, Kassel
- 1964: documenta III, Kassel
- 1971: Piet Mondrian 1872–1944, Centennial Exhibition, Solomon R. Guggenheim Museum, New York
- 1980: Mondrian. Zeichnungen, Aquarelle, New Yorker Bilder, Staatsgalerie Stuttgart, Stuttgart
- 1987: Mondrian. From figuration to abstraction, Kunstmuseum Den Haag, Den Haag
- 1995/6: Piet Mondrian: 1872–1944, Museum of Modern Art, New York
- 2003: Mondrian + Malewitsch, Fondation Beyeler, Riehen bei Basel
- 2005: Piet Mondrian – Retrospektive, Albertina, Wien
- 2007/08: Mondrian – vom Abbild zum Bild. Museum Ludwig, Köln
- 2010/11: Mondrian/De Stijl. Centre Pompidou, Paris[48]
- 2011: Mondrian und De Stijl. Städtische Galerie im Lenbachhaus, München[115]
- 2011–2014: Mondrian & De Stijl, Kunstmuseum, Den Haag, Dauerausstellung 24. September 2011 bis 1. Januar 2014[116]
- 2012: Mondrian || Nicholson: In Parallel, Courtauld Gallery, London[117]
- 2012/13: Inventing Abstraction, Museum of Modern Art, New York
- 2014: Mondrian. Farbe, Bucerius Kunst Forum, Hamburg, 1. Februar bis 11. Mai 2014; anschließend Turner Contemporary, Margate/Kent
- 2014: Mondrian and his Studios, Tate Liverpool
- 2015: Piet Mondrian. Die Linie, Martin-Gropius-Bau, Berlin
- 2017: The Discovery of Mondrian. Amsterdam/Paris/London/New York, Kunstmuseum Den Haag, 3. Juni bis 24. September 2017. Katalog auch in deutscher Sprache.
- 2018/19: Piet Mondrian – Natur und Konstruktion, Museum Wiesbaden, 26. Oktober 2018 bis 17. Februar 2019
- 2020/21: Mondrian and De Stijl. Museo Reina Sofía, Madrid, 11. November 2020 bis 1. März 2021
- 2022: Mondrian Evolution Fondation Beyeler, Riehen, 5. Juni 2022 bis 9. Oktober 2022 und 29. Oktober 2022 bis 12. Februar 2023, K 20 Kunstsammlung Nordrhein-Westfalen
- 2023: Hilma af Klint & Piet Mondrian Forms of Life. Tate Modern, London, 20. April bis 3. September 2023

## Ausgewählte Werke

### Aquarelle, Kohle- und Kreidebilder

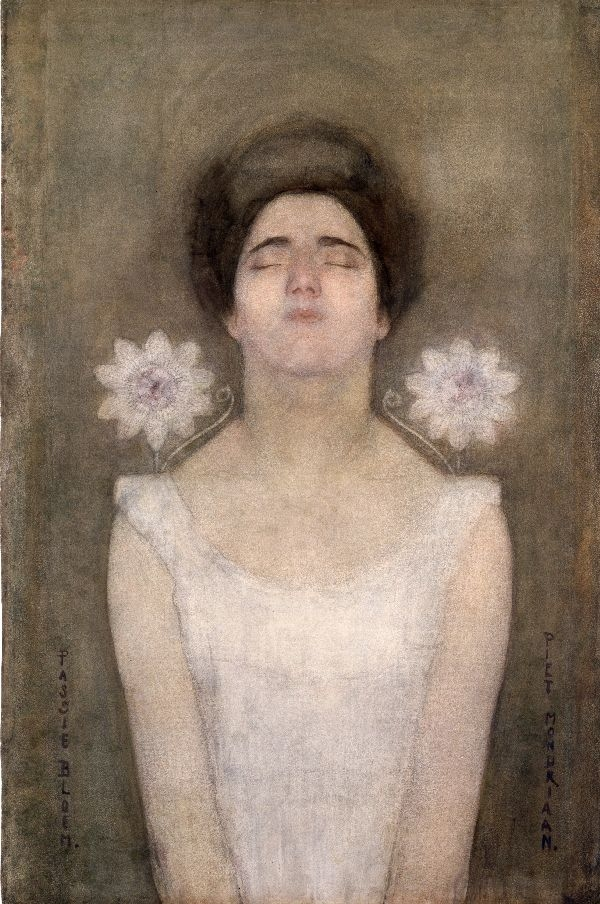
Passionsblume, 1901–1908

- um 1896/97: Schreibendes Mädchen mit Haube, schwarze Kreide auf Papier, 57 × 44,5 cm, Kunstmuseum, Den Haag
- 1901–1908: Passionsblume, Aquarell auf Papier, 72,5 × 47,5 cm, Kunstmuseum, Den Haag
- 1914: Gerüst: Studie zu Tableau III, Kohle auf Papier, 152,5 × 100 cm, Peggy Guggenheim Collection, Solomon R. Guggenheim Foundation, New York
- 1942: Selbstporträt nach einem Foto, Kohle auf Papier, 28 × 23,2 cm, Sidney Janis Collection, New York

### Gouachen und Ölbilder

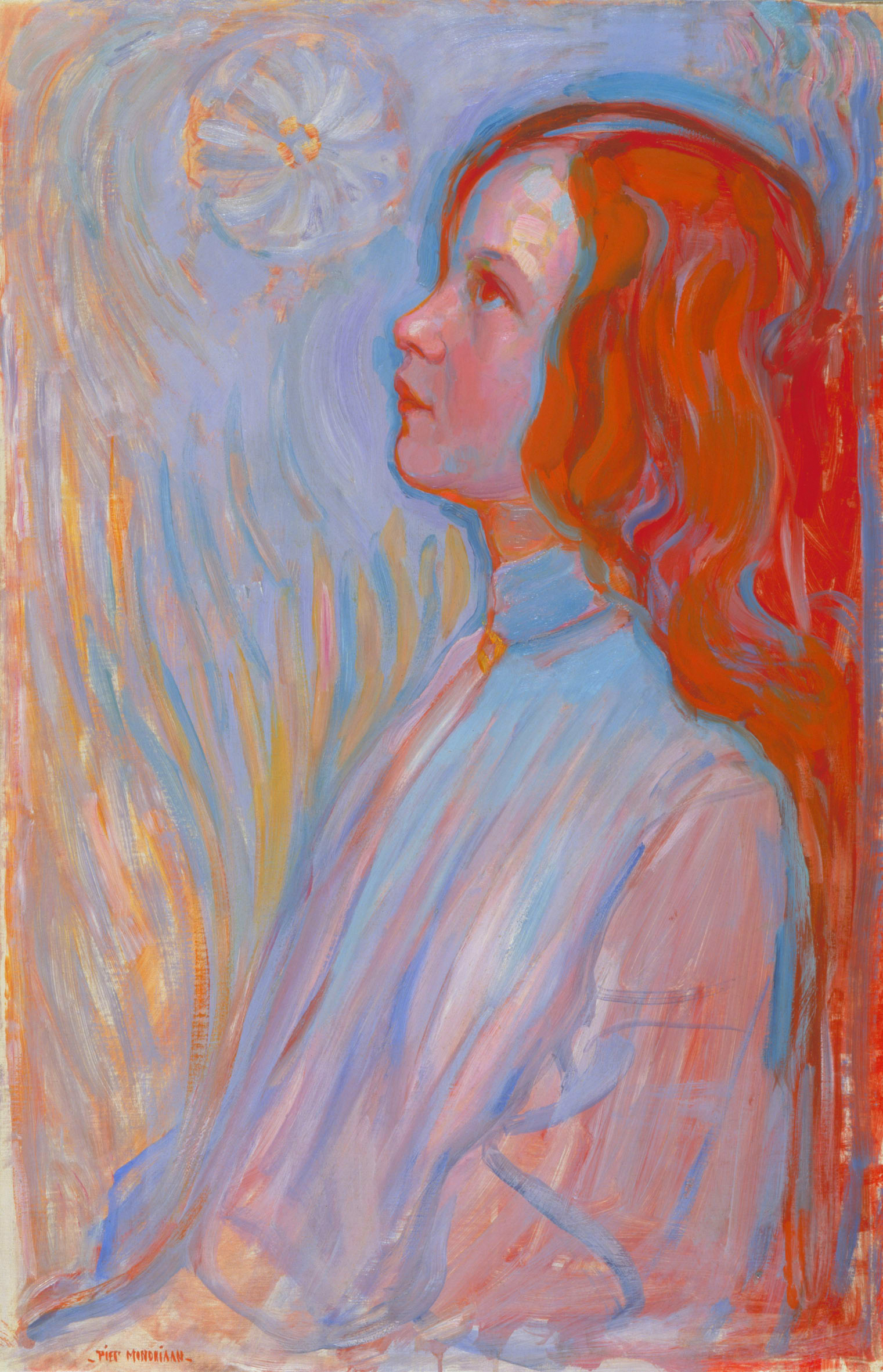
Devotion, 1908

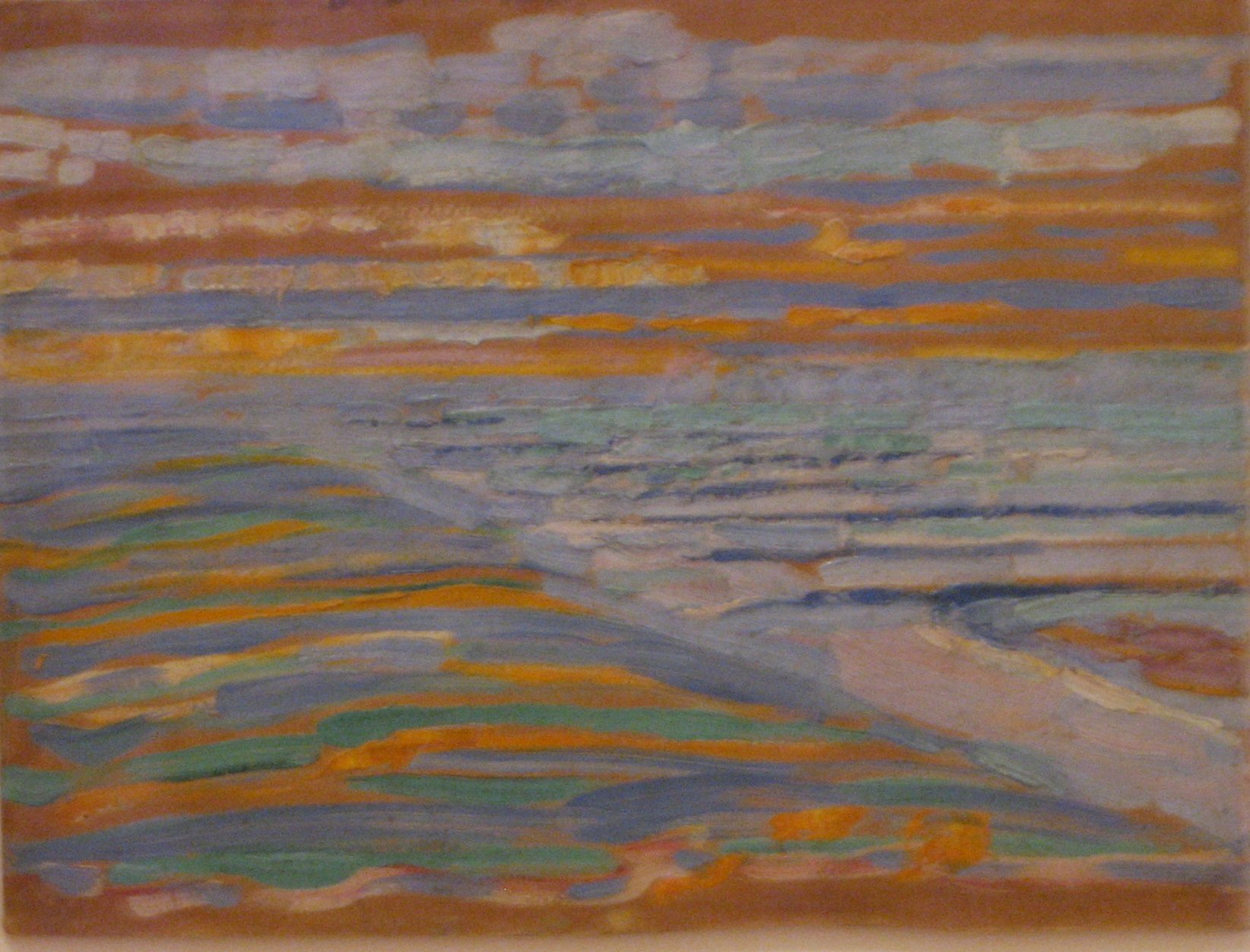
Blick von den Dünen bei Domburg, 1909

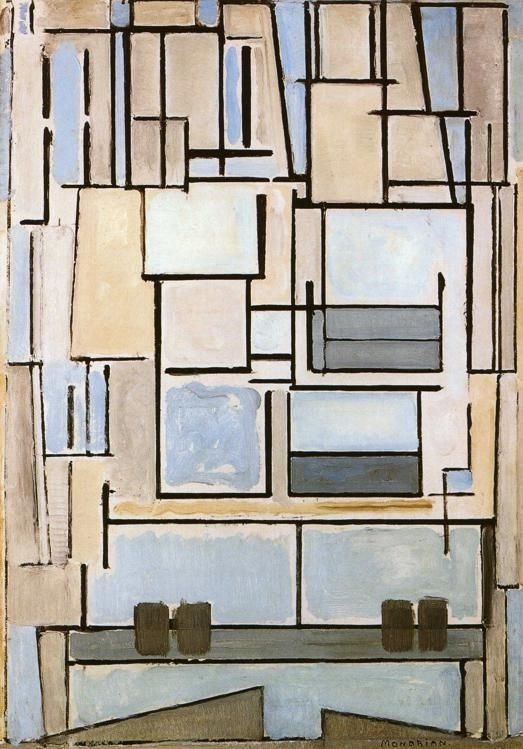
Komposition IX/Blaue Fassade, 1913/14

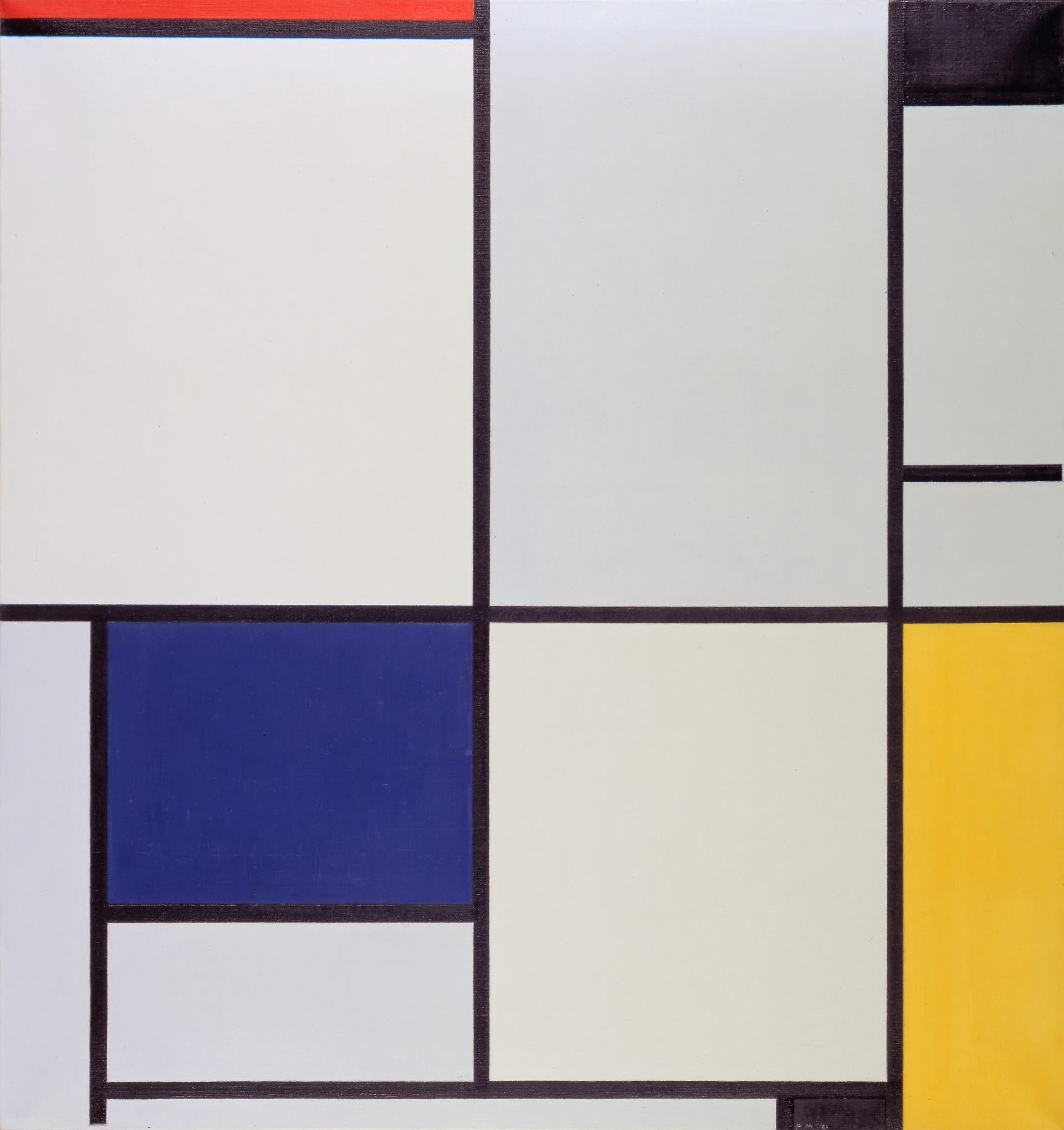
Tableau I, 1921

- 1899: Auf dem Lappenbrink, Gouache, 128 × 99 cm, Kunstmuseum Den Haag
- um 1900: Selbstporträt. Öl auf Leinwand, auf Holzfaserplatte montiert, 55 × 39 cm, The Philipps Collection, Washington, D.C.
- um 1906: Landschaft mit Mühle. Nationalgalerie, Athen
- 1908: Devotion, Öl auf Leinwand, 94 × 62 cm, Kunstmuseum Den Haag
- 1908: Mühle im Sonnenlicht: Die Winkeler Mühle, Öl auf Leinwand, 114 × 87 cm, Kunstmuseum, Den Haag
- 1908: Der Rote Baum, Kunstmuseum, Den Haag
- 1908: Wald bei Oele, Öl auf Leinwand, 128 × 158 cm, Kunstmuseum, Den Haag
- 1909: Blick von den Dünen bei Domburg, Öl auf Leinwand, 28,5 × 38,5 cm, Museum of Modern Art, New York
- 1911: Der Graue Baum, Öl auf Leinwand, 79,7 × 109,1 cm, Kunstmuseum Den Haag
- 1912: Porträt einer Dame, Öl auf Leinwand, 115 × 88 cm, Kunstmuseum Den Haag
- 1913: Komposition in Oval, Stedelijk Museum, Amsterdam
- 1913/14: Komposition IX/Blaue Fassade, Öl auf Leinwand, 95,2 × 67,6 cm, Fondation Beyeler, Basel
- 1914: Tableau III: Ovale Komposition, Öl auf Leinwand, 140 × 101 cm, Stedelijk Museum, Amsterdam
- 1917: Komposition in Farbe A, Öl auf Leinwand, 50,3 × 45,3 cm, Kröller-Müller Museum, Otterloo
- 1918: Gitterkomposition 3: Raumkomposition, Öl auf Leinwand, diagonal 121 cm, Kunstmuseum, Den Haag
- 1919: Gitterkomposition 5: farbige Rautenkomposition, Öl auf Leinwand, diagonal 84,5 cm, Kunstmuseum, Den Haag
- 1919: Gitterkomposition 7, Öl auf Leinwand, 48,5 × 48,5 cm, Kunstmuseum Basel, Basel
- 1920: Komposition B, Öl auf Leinwand, 67 × 57,5 cm, Wilhelm-Hack-Museum, Ludwigshafen
- 1921: Tableau I, mit Schwarz, Rot, Gelb, Blau und Hellblau, Öl auf Leinwand, 103 × 100 cm, Kunstmuseum Den Haag
- 1922: Tableau 2 mit Gelb, Schwarz, Blau, Rot und Grau, Öl auf Leinwand, 55,6 × 53,4 cm, Solomon R. Guggenheim Museum, New York
- 1928: Komposition mit Rot, Schwarz, Blau und Gelb, Wilhelm-Hack-Museum, Ludwigshafen, Öl auf Leinwand, 45 × 45 cm
- 1930: Komposition II mit schwarzen Linien, Öl auf Leinwand, 50,5 × 50,5 cm, Stedelijk Van Abbe Museum, Eindhoven
- 1933: Raumkomposition mit vier gelben Linien, Öl auf Leinwand, diagonal 112 cm, Kunstmuseum, Den Haag
- 1936: Komposition in Weiß, Rot und Blau, Öl auf Leinwand, 98,5 × 80,3 cm, Staatsgalerie Stuttgart, Stuttgart
- 1937: Komposition mit Linien und Farbe: III, Öl auf Leinwand, 80 × 77 cm, Kunstmuseum, Den Haag
- 1937–1942: Komposition Nr. 9 mit Gelb und Rot, Öl auf Leinwand, 79,7 × 74 cm, The Philipps Collection, Washington, D.C.
- 1941/42: New York, 1941/Boogie Woogie, Öl auf Leinwand, 95,2 × 92 cm, Hester Diamond Collection, New York
- 1941: New York City 1 (unvollendet), Öl und bemalte Papierstreifen auf Leinwand, 119 × 115 cm, Kunstsammlung Nordrhein-Westfalen, Düsseldorf
- 1942/43: Broadway Boogie Woogie, Öl auf Leinwand, 127 × 127 cm, Museum of Modern Art, New York
- 1942/44: Victory Boogie Woogie (unvollendet), Öl auf Leinwand, 127 × 127 cm, Kunstmuseum, Den Haag

### Schriften
- Natürliche und abstrakte Realität. Ein Aufsatz in Dialogform. 1919/1920, in: Michel Seuphor: Piet Mondrian. Leben und Werk. DuMont Schauberg, Köln 1957, S. 303–351.
- Neue Gestaltung. Neoplastizismus. Nieuwe Beelding, 1925. Neuauflage Gebr. Mann, Berlin 1998, ISBN 3-7861-1472-2.
- Plastic art and pure plastic art, 1937, and other essays, 1941–1943. Wittenborn and Co., New York 1945, darin der zum Teil autobiografische Text Toward the true vision of reality. Neuausgabe Plastic Art and Pure Plastic Art, Wittenborn Art Books, San Francisco 2008, ISBN 0-8150-0101-0.
- The New Art – the New Life: The Collected Writings of Piet Mondrian, herausgegeben und übersetzt von Harry Holtzman und Martin S. James. G. K. Hall, Boston 1986. Neuausgabe, Da Capo Press, New York 1993, ISBN 0-306-80508-1.

### Kataloge
- Delia Ciuha: Mondrian + Malewitsch. In der Mitte der Ausstellung. Ausstellungskatalog der Fondation Beyeler mit einem Essay von Markus Brüderlin, Edition Minerva, Wolfratshausen 2003, ISBN 3-932353-84-6.
- Joop M. Joosten, Robert P. Welsh: Piet Mondrian. Catalogue Raisonné. Zwei Bände (englisch). Prestel, München 1998, ISBN 3-7913-1698-2.
- Katrin Sello (Vorw.): Malewitsch-Mondrian. Konstruktion als Konzept. Alexander Dorner gewidmet, Kunstverein Hannover, Hannover 1977
- Ortrud Westheider, Victoria Pomery (Vorw.): Mondrian. Farbe. Bucerius Kunst Forum, Hamburg, Turner Contemporary, Margate (Hrsg.), Hirmer, München 2014, ISBN 978-3-7774-2204-6.

### Darstellungen
- Carel Blootkamp: Mondrian. The Art of Destruction. Reaktion Books, London 2004, ISBN 978-1-86189-100-6.
- Harry Cooper, Ron Spronk: Mondrian. The Transatlantic Painting. Harvard Art Museum, Cambridge (Mass.) 2001, ISBN 0-300-08928-7.
- Susanne Deicher: Mondrian. 1872–1944. Konstruktion über dem Leeren. Taschen, Köln 2011, ISBN 3-8228-0928-4.
- Britta Grigull: Piet Mondrian. Das kubistische Werk in neuem Licht. Ludwig, Kiel 2005, ISBN 3-937719-11-3 (teilweise online)
- Hans Janssen: Piet Mondrian. Prestel, München 2005, ISBN 3-7913-3361-5.
- Hans Locher: Piet Mondrian. Farbe, Struktur und Symbolik. Gachnang & Springer, Bern-Berlin 1994, ISBN 3-906127-40-0.
- Frans Postma, Cees Boekraad (Hrsg.): 26, Rue du Départ. Mondrian’s Studio in Paris, 1921–1936. Aus dem Holländischen ins Englische übertragen von Michael Gibbs und Dawn Mastin. Ernst und Sohn, Berlin 1995
- Diether Rudloff: Unvollendete Schöpfung. Künstler im zwanzigsten Jahrhundert. Urachhaus, Stuttgart 1982, ISBN 3-87838-368-1.
- Michel Seuphor: Piet Mondrian. Leben und Werk. DuMont Schauberg, Köln 1957
- Nicholas Fox Weber: Mondrian: His Life, His Art, His Quest for the Absolute. Alfred A. Knopf, New York 2024, ISBN 978-0-307-96159-4.
- Clara Weyergraf: Piet Mondrian und Theo van Doesburg. Fink, München 1979, ISBN 3-7705-1729-6.
- Charmion von Wiegand: The Meaning of Mondrian. In: The Journal of Aesthetics and Art Criticism. Blackwell Publishing on behalf of The American Society for Aesthetics, Band 2, Ausgabe 8, Herbst 1943, S. 62–70 (teilweise online) (englisch)
- Hans Richter: Begegnungen von Dada bis heute. Briefe, Dokumente, Erinnerungen (S. 34 ff.). Köln 1973

### Vertonung
- Daniel Hess: Broadway Boogie-Woogie, Konzert für Klavier und Orchester. Musik zu Piet Mondrians Bild Broadway Boogie Woogie (1944). 2002.

## Filmographie
- Die einzig bekannte Filmsequenz (30 s), die Piet Mondrian zeigt, wurde anlässlich der Forschungen zu Victory Boogie Woogie aufgefunden und im August 2008 veröffentlicht. Die Sequenz zeigt Mondrian, wie er sein Gemälde Broadway Boogie Woogie im Museum of Modern Art (MoMA) betrachtet.[118] Das Werk war noch zu seinen Lebzeiten 1943 über die Valentine Dudensing Gallery zum MoMA gelangt. Der Stifter ist unbekannt.[119]
- Piet Mondrian – Im Atelier von Mondrian. Ein Film von François Lévy-Kuentz auf DVD, Laufzeit 52 Minuten. Absolut Medien GmbH, Berlin 2011, ISBN 978-3-89848-473-2.
- Abstrakt und radikal. Mondrians Vermächtnis. Ein Film von Mathias Frick, NDR, Deutschland, 52 Minuten, 2023

## Abbildungen
1. ↑  Piet Mondrian: Kind, 1900–1901, Öl auf Leinwand, 53 cm × 44 cm, Kunstmuseum, Den Haag.
2. ↑  Piet Mondrian: Komposition Nr. IV (Memento vom 15. Oktober 2011 im Internet Archive), 1914, Öl auf Leinwand, 95,2 cm × 67,6 cm, Fondation Beyeler, Riehen bei Basel, (drittes Bild oben).
3. ↑  Piet Mondrian: Komposition, 1916, Öl auf Leinwand, 119 cm × 75,1 cm, Solomon R. Guggenheim Museum, New York.
4. ↑  Piet Mondrian: Gitterkomposition 3: Rautenkomposition (Memento vom 26. November 2015 im Internet Archive), 1918, Öl auf Leinwand, diagonal 121 cm, Kunstmuseum, Den Haag.
5. ↑  Piet Mondrian: Gitterkomposition 5: farbige Rautenkomposition (Memento vom 26. November 2015 im Internet Archive), 1919, Öl auf Leinwand, diagonal 84,5 cm, Kunstmuseum, Den Haag.

| Personendaten    | Personendaten                               |
| ---------------- | ------------------------------------------- |
| NAME             | Mondrian, Piet                              |
| ALTERNATIVNAMEN  | Mondriaan, Pieter Cornelis; Mondriaan, Piet |
| KURZBESCHREIBUNG | niederländischer Maler                      |
| GEBURTSDATUM     | 7. März 1872                                |
| GEBURTSORT       | Amersfoort, Niederlande                     |
| STERBEDATUM      | 1. Februar 1944                             |
| STERBEORT        | New York City, New York, Vereinigte Staaten |